# Nagysebességű vasút

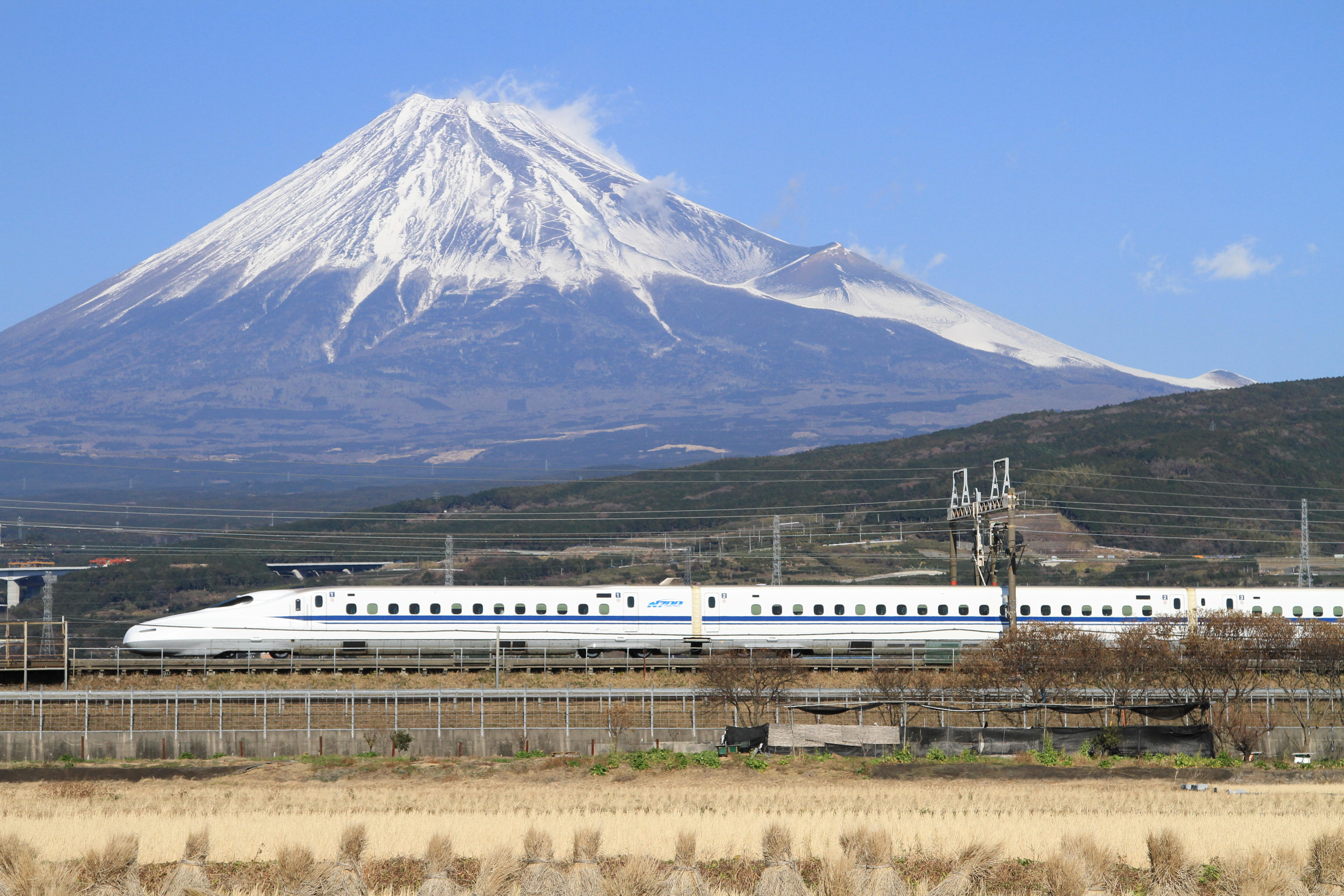
A Tókaidó Sinkanszen nagysebességű vasútvonal Japánban, háttérben a Fudzsi. A Tókaidó Sinkanszen köti össze Tokiót és Ószakát, ez volt a világ első nagysebességű vasútvonala

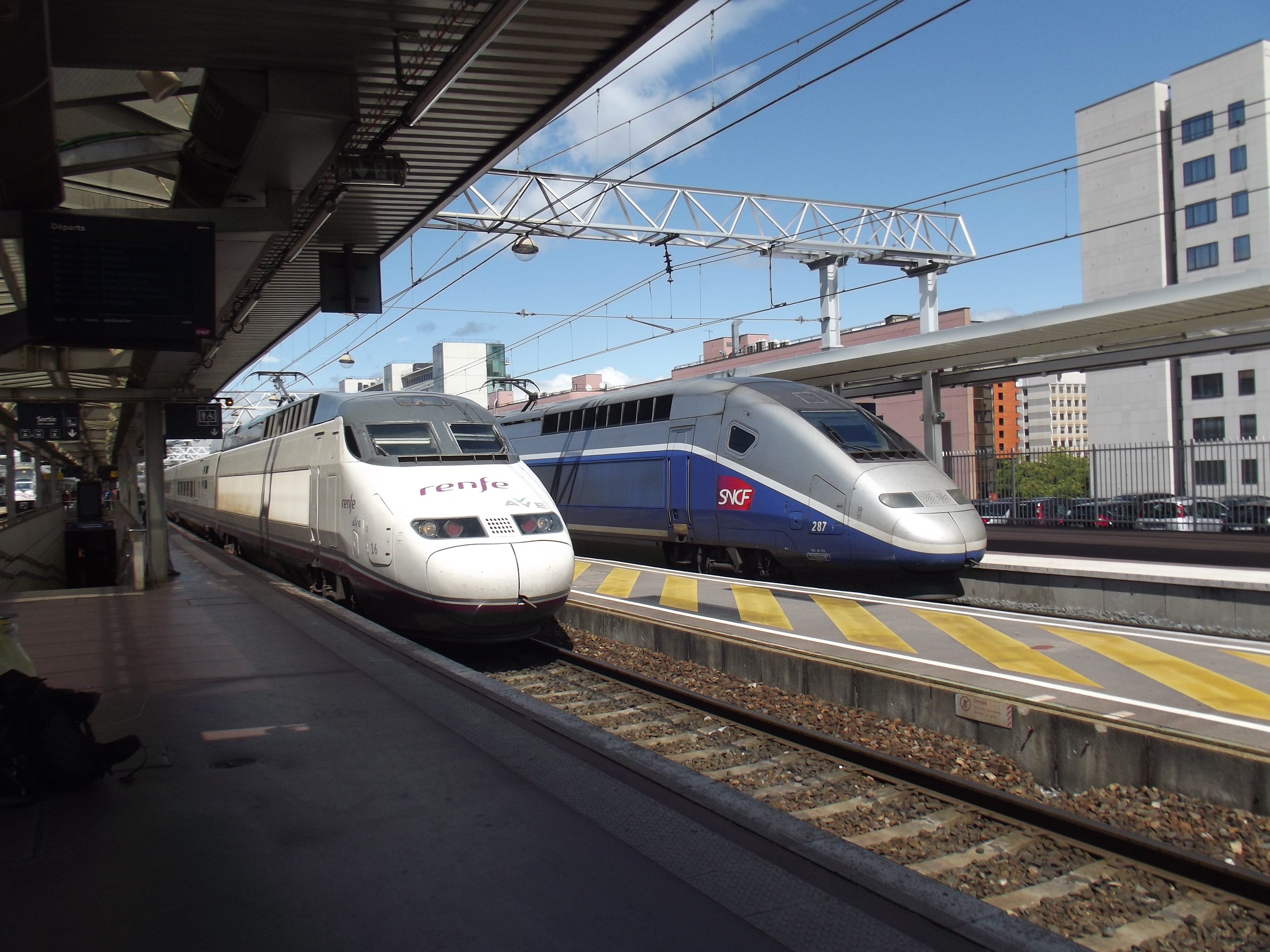
A francia TGV és a spanyol AVE nagysebességű motorvonatok együttállása Lyonban. Franciaország és Spanyolország rendelkezik a leghosszabb nagysebességű hálózattal Európában

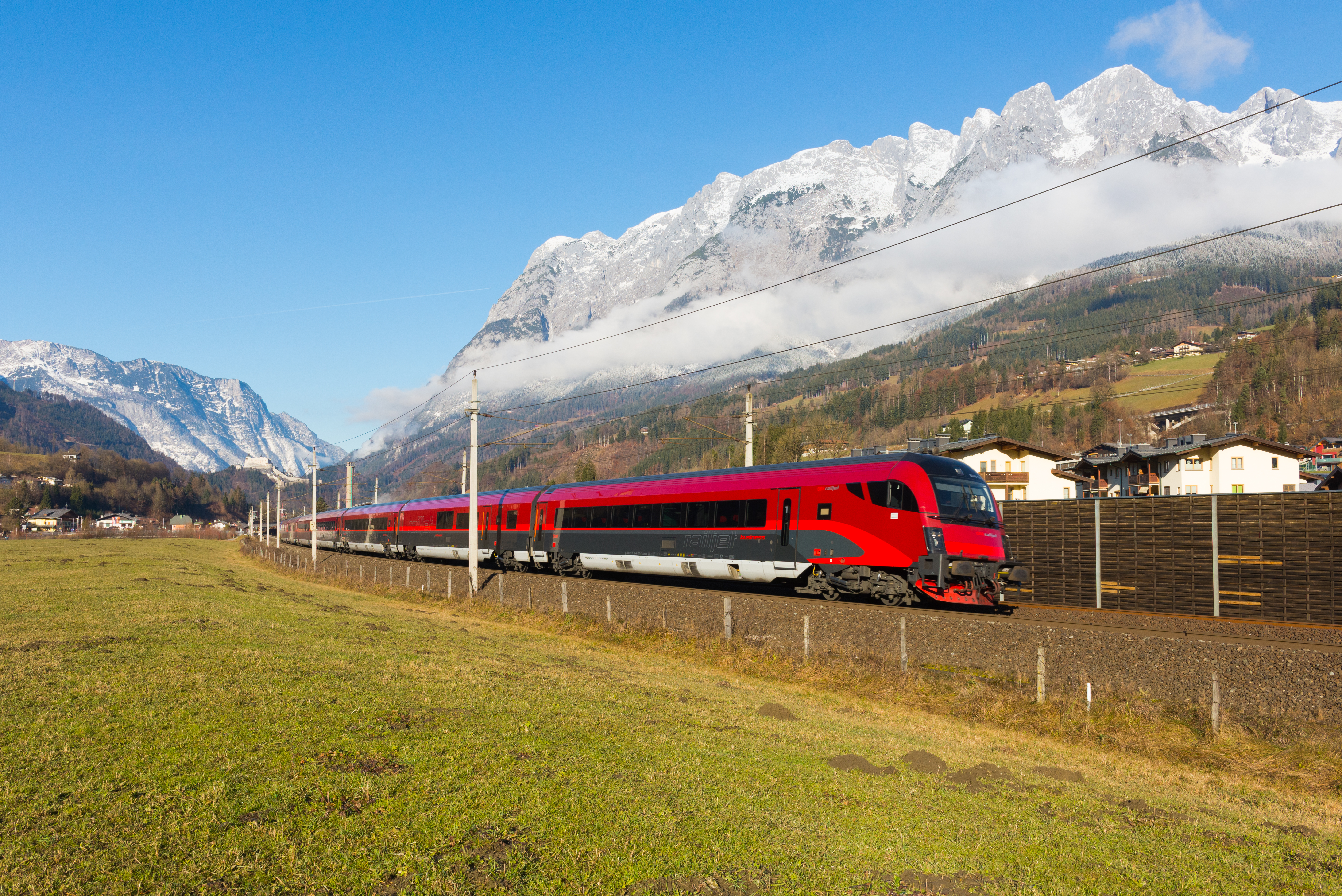
Railjet vonat Ausztriában, a Railjetek már Budapestet is elérik, ám maximális sebességüket csak Bécsen túl érik el

A nagysebességű vasút (röviden NSV, angol nyelven High Speed Rail vagy HSR) a hagyományos vasúti közlekedésnél lényegesen gyorsabb vasúti közlekedés, amely speciális gördülőállományból és dedikált pályákból álló integrált rendszert használ. Bár nincs egyetlen, világszerte érvényes szabvány, a 250 km/h feletti sebességre épített vonalakat és a 200 km/h feletti sebességre korszerűsített vonalakat széles körben nagysebességűnek tekintik. Az Európai Unió szabályozása szerint az alsó sebességhatár 250 km/h.
1964-ben Japánban megkezdte működését az első nagysebességű vasúti rendszer, a Tókaidó Sinkanszen, amely széles körben „bullet train” (magyarul „golyóvonat”) néven vált ismertté. A nagysebességű vonatok folyamatosan hegesztett sínből készült, többnyire normál nyomtávú vágányokon közlekednek (gyakorlatilag az egyetlen normál nyomtávú fővonali vasútvonalat képviselik az olyan országokban, mint Japán vagy India), egy olyan vízszintesen vezetett útvonalon, amelyet nagy ívsugarakkal terveztek. Egyes régiók azonban, ahol a vasútvonalak szélesebbek, mint például a volt Orosz Birodalom egyes részei (beleértve Oroszországot és Üzbegisztánt), igyekeztek nagysebességű, orosz nyomtávú (1520 mm) vasúthálózatot kiépíteni. Eddig nem terveztek vagy építettek nagysebességű vasutat keskeny nyomtávra, a Spirit of Queensland a leggyorsabb keskeny nyomtávolságú vasút 160 km/h-s csúcssebességet ért el kereskedelmi forgalomban fokföldi nyomtávolságon.
Számos ország épített és fejlesztett, vagy jelenleg is épít nagysebességű vasúti infrastruktúrát a nagyvárosok összekötésére, többek között Ausztria, Belgium, Kína, Dánia, Finnország, Franciaország, Németország, India, Indonézia, Olaszország, Japán, Marokkó, Hollandia, Norvégia, Lengyelország, Portugália, Oroszország, Szaúd-Arábia, Dél-Korea, Spanyolország, Svédország, Svájc, Szerbia, Tajvan, Törökország, Egyesült Királyság, Amerikai Egyesült Államok, Üzbegisztán és Vietnám. A nagysebességű vasút csak Európában és Ázsiában lépi át a nemzetközi határokat. Kína több mint 37 900 km nagysebességű vasútvonalat épített, ami a világ összes nagysebességű vasútvonalának több mint kétharmadát teszi ki.
A nagysebességű vasút a leggyorsabb földi kereskedelmi közlekedési eszköz. Kínában van a leggyorsabb hagyományos nagysebességű vasútvonal rendszeres üzemben, a Peking-Sanghaj nagysebességű vasútvonalon a vonatok akár 350 km/h sebességet is elérik. A 2004-ben megnyitott sanghaji lebegő mágnesvasút a leggyorsabb kereskedelmi forgalomban lévő mágnesvasút, 431 km/h sebességgel. 2007-ben egy TGV Euroduplex motorvonat 574,8 km/h-s rekordot döntött, ezzel a világ leggyorsabb hagyományos kerekes vonata lett. 2007-ben a japán Csúó Sinkanszen egy Tokió és Oszaka között épülő mágnesvasútvonal, amely 505 km/h-s kereskedelmi sebességgel fog közlekedni, és 2027-ben kezdi meg működését.
A nagysebességű vasút elsősorban személyszállító szolgáltatás, de néha más feladatot is ellát. Franciaországban a TGV postát is szállított a La Poste-nak, Kínában pedig napjainkban is közlekednek teherszállító motorvonatok. Bizonyos esetekben a pálya vegyes használatú, a nagysebességű vasútvonalakat lassabb teherszállító vonatok is használhatják, alacsonyabb sebességgel.

## Definíció
A nagysebességű vasút többféle meghatározása használatos világszerte.
Az Európai Unió 96/48/EK irányelvének 1. melléklete (lásd még: Transzeurópai nagysebességű vasúthálózat) a nagysebességű vasutat a következők szerint határozza meg:
InfrastruktúraKifejezetten nagysebességű közlekedéshez épített vagy kifejezetten nagysebességű közlekedéshez korszerűsített pálya.
Minimális sebességhatárMinimális sebesség 250 km/h a kifejezetten nagy sebességre épített vonalakon és körülbelül 200 km/h a meglévő, kifejezetten korszerűsített vonalakon. Ennek a vonal legalább egy szakaszára kell vonatkoznia. A gördülőállománynak legalább 200 km/h sebesség elérésére kell képesnek lennie ahhoz, hogy nagysebességűnek minősüljön.
Üzemeltetési feltételekA gördülőállományt az infrastruktúrával együtt kell megtervezni a teljes kompatibilitás, a biztonság és a szolgáltatás minősége érdekében.
A Nemzetközi Vasútegylet (UIC) a nagysebességű vasút három kategóriáját különbözteti meg:
I. kategóriaKifejezetten nagy sebességre épített új pályák, amelyek legalább 250 km/h maximális haladási sebességet tesznek lehetővé.
II. kategóriaMeglévő, kifejezetten nagy sebességre korszerűsített pályák, amelyek legalább 200 km/h maximális sebességet tesznek lehetővé.
III. kategóriaKifejezetten nagy sebességre korszerűsített meglévő pályák, amelyek legalább 200 km/h maximális haladási sebességet tesznek lehetővé, de egyes szakaszokon alacsonyabb megengedett sebességgel (például topográfiai korlátok vagy városi területeken való áthaladás miatt).
A nagysebességű és a nagyon nagysebességű vasút harmadik meghatározása (Demiridis & Pyrgidis 2012) a következő két feltétel egyidejű teljesülését írja elő:
1. A legnagyobb elérhető haladási sebesség meghaladja a 200 km/h-t, vagy a 250 km/h-t a nagyon nagy sebességűek esetében,
2. A folyosón 150 km/h feletti az átlagsebesség, vagy 200 km/h a nagyon nagy sebességűek esetében.

Az UIC inkább a "definíciók" (többes szám) használatát részesíti előnyben, mivel úgy véli, hogy a nagysebességű vasútnak nincs egységes definíciója, sőt még a kifejezések ("nagysebességű" vagy "nagyon nagysebességű") egységes használata sem. A 96/48/EK európai irányelvre hivatkoznak, amely szerint a nagysebesség a rendszert alkotó összes elem kombinációja: infrastruktúra, gördülőállomány és üzemeltetési feltételek. A Nemzetközi Vasúti Szövetség szerint a nagysebességű vasút egyedi jellemzők összessége, nem csupán egy bizonyos sebesség felett közlekedő vonat. Számos hagyományos vontatású vonat képes elérni a 200 km/h sebességet kereskedelmi forgalomban, de nem tekinthetők nagysebességű vonatnak. Ezek közé tartozik a francia SNCF Intercités és a német DB IC.
A 200 km/h-s kritériumot több okból választották; e sebesség felett a geometriai hibák hatása felerősödik, a pálya tapadása csökken, az aerodinamikai ellenállás nagymértékben megnő, az alagutakban a nyomásingadozás az utasoknak kellemetlenséget okoz, és a mozdonyvezetők számára nehézzé válik a pálya menti jelzőberendezések felismerése. 200 km/óra alatti sebességre gyakran korlátozzák a szabványos jelzőberendezéseket, a hagyományos határértékek az Egyesült Államokban 127 km/óra (79 mph), Németországban 160 km/h és Nagy-Britanniában 201 km/h (125 mph). E sebességek felett a pozitív vonatbefolyásolás vagy az Európai Vonatbefolyásoló Rendszer válik szükségessé vagy jogilag kötelezővé.
A nemzeti szabványok eltérhetnek a nemzetközi szabványoktól.

## Története
A vasút volt a gyors szárazföldi közlekedés első formája, és a 20. század elején-közepén a személygépkocsik és a repülőgépek megjelenéséig tényleges monopóliummal rendelkezett a távolsági személyszállításban. A sebesség mindig is fontos tényező volt a vasutak számára, és folyamatosan igyekeztek nagyobb sebességet elérni és a menetidőt csökkenteni. A 19. század végén a vasúti közlekedés nem volt sokkal lassabb, mint a mai nem nagysebességű vonatok, és sok vasúttársaság rendszeresen közlekedtetett viszonylag gyors gyorsvonatokat, amelyek átlagosan 100 km/h körüli sebességgel közlekedtek.

### Korai kutatások

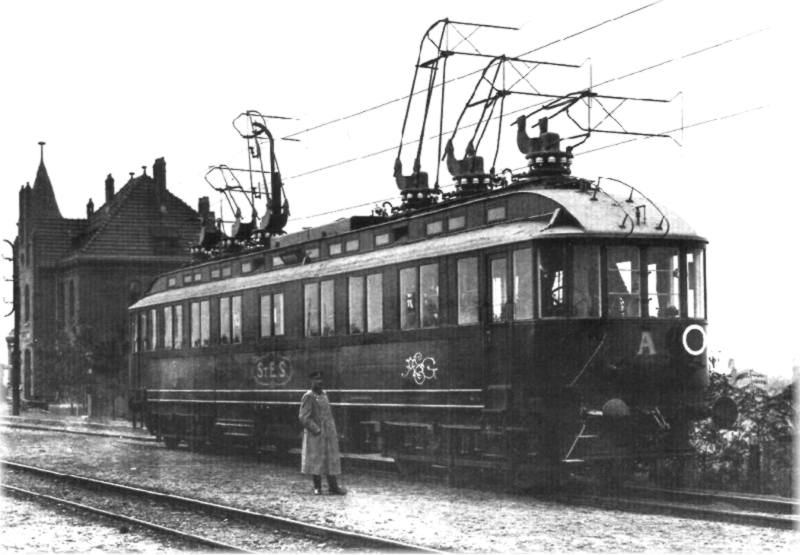
Az 1903-as német rekordtartó

#### Az első kísérletek
A nagysebességű vasút fejlesztése Németországban 1899-ben kezdődött, amikor a porosz államvasút tíz villamos- és mérnöki céggel összefogva villamosította a Marienfelde és Zossen közötti 72 km-es katonai tulajdonú vasútvonalat. A vonal háromfázisú áramot használt 10 kilovoltos feszültségen, 45 Hz frekvenciával.
A kölni Deutz-i Van der Zypen & Charlier cég két vasúti kocsit épített, az egyiket a Siemens-Halske, a másikat az Allgemeine Elektrizitäts-Gesellschaft (AEG) elektromos berendezésével szerelték fel, amelyeket 1902 és 1903 folyamán teszteltek a Marienfelde-Zossen vonalon.
1903. október 23-án az S&H felszerelésű kocsi 206,7 km/h sebességet ért el, október 27-én pedig az AEG felszerelésű kocsi 210,2 km/h sebességet. Ezek a vonatok demonstrálták a nagysebességű villamos vasút megvalósíthatóságát; a rendszeres menetrend szerinti villamos nagysebességű vasúti közlekedés azonban még több mint 30 évnyire volt.

#### Nagysebességű törekvések
A villamosított vasút áttörése után egyértelműen az infrastruktúra - különösen annak költségei - akadályozták a nagysebességű vasút bevezetését. Számos katasztrófa történt - kisiklások, frontális ütközések az egyvágányú vonalakon, ütközések a közúti forgalommal a szintbeli kereszteződésekben stb. A fizikai törvények jól ismertek voltak, azaz ha a sebesség megduplázódik, a kanyarodási sugárnak meg kell négyszereződnie; ugyanez igaz volt a gyorsulási és féktávolságokra is.

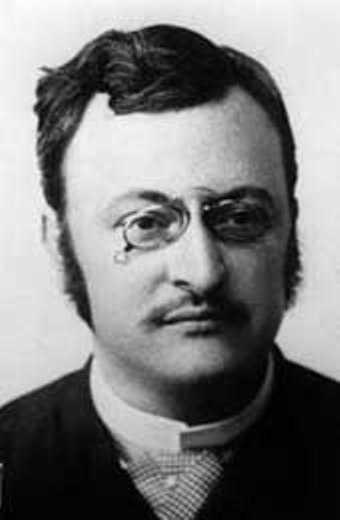
Zipernowsky Károly

Zipernowsky Károly mérnök 1891-ben egy Bécs-Budapest 250 km/h sebességű, elektromos motorkocsikon alapuló vonalat javasolt. 1893-ban Dr. Wellington Adams egy Chicagótól St. Louisig tartó, 406 km hosszúságú, mindössze 160 km/h sebességű vasútvonalat javasolt, ami sík terepen, egyenes vonalban haladt volna.

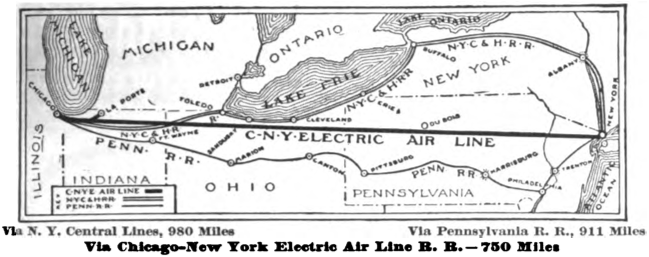
1907-es térkép a tervezett Chicago-New York Electric Air Line Railroadról - feltűnő a légvonalban vezetett vasútvonal

Alexander C. Millernek nagyobb ambíciói voltak. 1906-ban elindította a Chicago-New York Electric Air Line Railroad projektet, hogy a két nagyváros közötti menetidőt az akkori és jelenlegi 20 óráról tíz órára csökkentse 160 km/h sebességű villamos mozdonyok használatával. Hét évnyi erőfeszítés után azonban kevesebb mint 50 km nyílegyenes pálya készült el. A teljes vonalhossz 1100 km lett volna. A vonal egy részét még ma is használják, mint az USA egyik utolsó interurbánját.

#### Nagysebességű interurbánok
Az Egyesült Államokban a 20. század eleji interurbánok (azaz villamosok, amelyek városról városra közlekedtek) egy része a maga korában nagyon nagy sebességű volt (Európában is voltak és vannak interurbánok). Számos nagysebességű vasúti technológia eredete az interurbánok területéről származik.
1903-ban - 30 évvel azelőtt, hogy a hagyományos vasutak elkezdték volna áramvonalasítani a vonataikat - a Louisiana Purchase Exposition tisztviselői megszervezték az Electric Railway Test Commission-t, hogy teszteket végezzenek olyan kocsiszekrény-kialakítás kifejlesztésére, amely nagy sebességnél csökkenti a légellenállást. Hosszú tesztsorozatot végeztek. 1905-ben a St. Louis Car Company Henry E. Huntington vonatmágnás számára épített egy olyan vasúti kocsit, amely 160 km/h sebességet megközelítő sebességre volt képes. Egyszer 32 km-t futott Los Angeles és Long Beach között 15 perc alatt, ami 130 km/h átlagsebességet jelentett. A pályák nagy részéhez azonban túl nehéz volt, ezért a Cincinnati Car Company, J. G. Brill és mások úttörő módon könnyűszerkezetes konstrukciókat, alumíniumötvözetek használatát és alacsonyan fekvő forgóvázakat alkalmaztak, amelyek az akkoriban szokatlanul nagy sebességgel is simán tudtak közlekedni a durva elővárosi pályákon. A Westinghouse és a General Electric olyan kompakt motorokat tervezett, amelyeket a forgóvázakra lehetett szerelni. 1930-tól a Cincinnati Car Company Red Devils és néhány más elővárosi vasúti kocsi a kereskedelmi forgalomban 145 km/h sebességet ért el. A Red Devils mindössze 22 tonnát nyomott, bár 44 utasnak tudott helyet biztosítani.
Kiterjedt szélcsatorna-kutatásokat végeztek - az elsőt a vasúti iparban - mielőtt J. G. Brill 1931-ben megépítette a Bullet kocsikat a Philadelphia and Western Railroad (P&W) számára. Ezek 148 km/h sebességre voltak képesek. Néhányuk majdnem 60 évig volt szolgálatban. A P&W norristowni gyorsvasútvonala még 110 évvel azután is használatban volt, hogy a P&W 1907-ben megnyitotta kétvágányú Upper Darby-Strafford vonalát anélkül, hogy egyetlen szintbeli kereszteződés is lett volna közúttal vagy más vasúttal. Az egész vonalat egy abszolút blokkjelző rendszer irányította.

#### Korai német nagysebességű hálózat

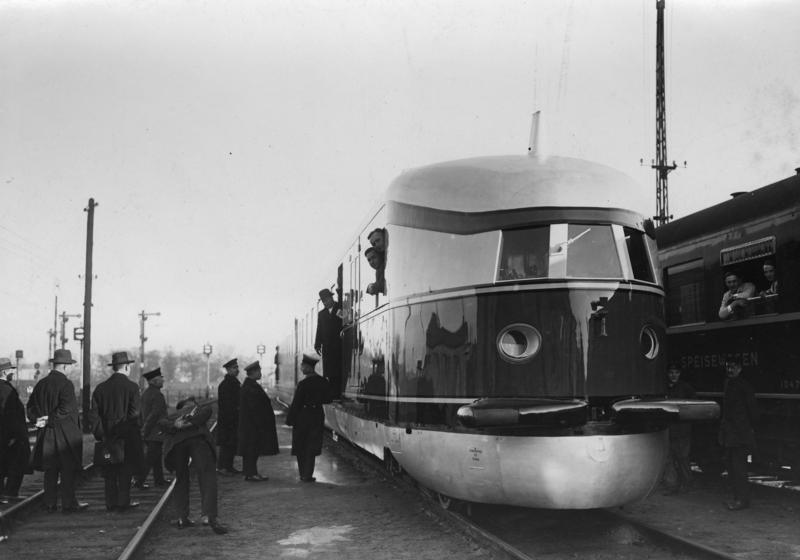
A német Fliegender Hamburger

1933. május 15-én a Deutsche Reichsbahn-Gesellschaft társaság a dízelüzemű "Fliegender Hamburger"-t bevezette a Hamburg és Berlin (286 km) közötti menetrend szerinti forgalomban, és ezzel a menetrend szerinti forgalomban új csúcssebességet ért el, 160 km/h végsebességgel. Ez a vonat egy áramvonalas, többmotoros, dízelüzemű egység volt, és Jakobs forgóvázakat használt.
A hamburgi vonal sikerét követően a gőzüzemű Henschel-Wegmann vonatot fejlesztették ki és 1936 júniusában vezették be a Berlin–Drezda viszonylatban, amelynek végsebessége 160 km/h volt. Ennek a gyorsvonatnak az 1939-es megszüntetése óta egyébként 2018-ig egyetlen vonatjárat sem közlekedett gyorsabban a két város között. 2019 augusztusában a menetidő Drezda-Neustadt és Berlin-Südkreuz között 102 perc volt. Lásd Berlin–Drezda-vasútvonal.
A további fejlesztések lehetővé tették volna a „Fliegenden Züge” (repülő vonatok) használatát egy Németországot átszelő vasúthálózaton. A „Diesel-Schnelltriebwagen-Netz” (dízel gyorsvonat-hálózat) már 1934 óta tervben volt, de soha nem érte el az előirányzott méretét.
Minden nagysebességű járat 1939 augusztusában, röviddel a második világháború kitörése előtt leállt.

#### Amerikai Streamlinerek

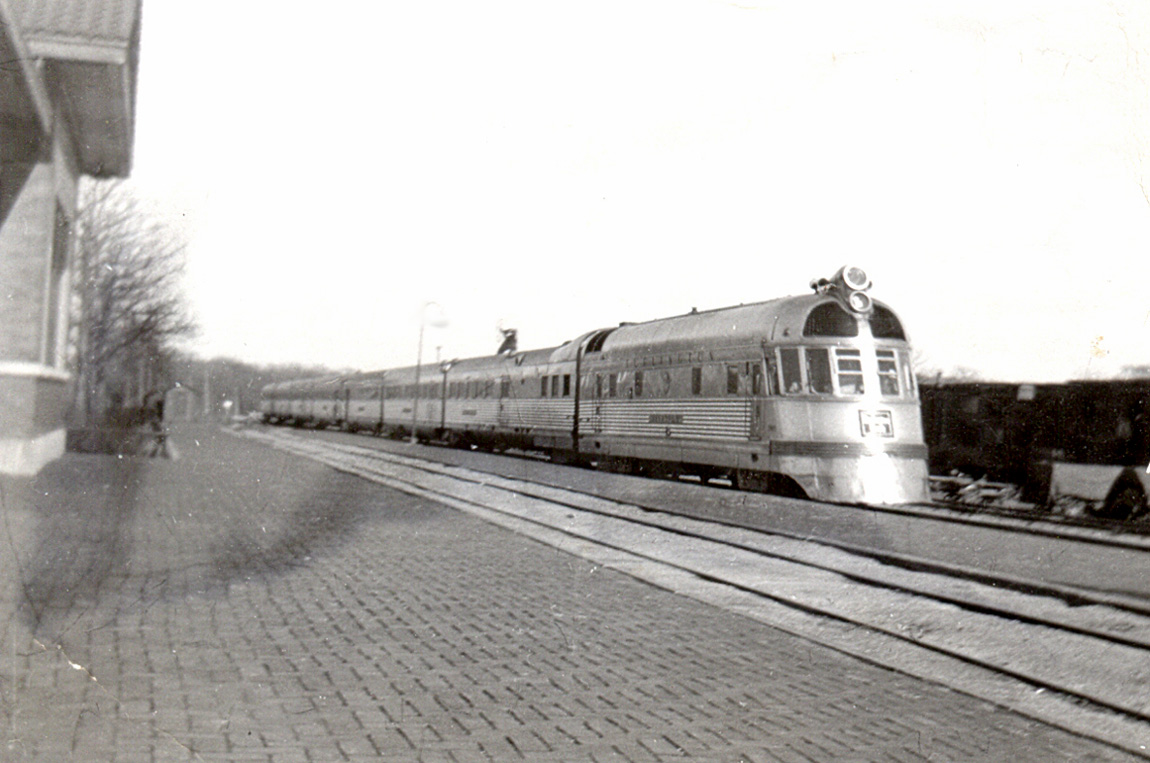
Burlington Zephyr személyszállító vonat (korai 1940-es évek)

1934. május 26-án, egy évvel a Fliegender Hamburger bevezetése után, a Burlington Railroad új áramvonalas vonatával, a Zephyrrel 124 km/h átlagsebességgel, 185 km/h csúcssebességgel állított fel sebességrekordot a nagy távolságú vasúti közlekedésben. A Zephyr rozsdamentes acélból készült, és a Fliegender Hamburgerhez hasonlóan dízelüzemű volt, Jacobs-féle csuklós forgóvázakkal és kereskedelmi üzemben elérte a 160 km/h-t.
Az új járatot 1934. november 11-én avatták fel, Kansas City és Lincoln között közlekedett, de a rekordnál alacsonyabb, átlagosan 74 km/h sebességgel.
1935-ben a Milwaukee Road bevezette a Morning Hiawatha szolgáltatást, amelyet 160 km/h sebességgel vontattak gőzmozdonyok. 1939-ben a világ legnagyobb vasútja, a Pennsylvania Railroad bevezetett egy S1 sorozatú duplex gőzmozdonyt, amelyet úgy terveztek, hogy 161 km/h sebességgel képes legyen 1200 tonnás személyvonatokat vontatni. Az S1-es gépet az 1940-es évek végétől a New York és Chicago között közlekedő népszerű, csak kocsikból álló éjszakai premiervonat, a Trail Blazer vontatására rendelték, és szolgálati ideje alatt folyamatosan elérte a 161 km/h sebességet. Ezek voltak az utolsó „nagysebességű” vonatok, amelyek gőzerővel működtek. 1936-ban állt forgalomba a Twin Cities Zephyr, Chicagóból Minneapolisba, amelynek átlagsebessége 101 km/h volt.
Sok ilyen áramvonalas vonat menetideje hasonló vagy még jobb volt, mint a modern Amtrak utódaiké, amelyeknek a hálózat nagy részén a sebesség 127 km/h-ra van korlátozva.

#### Olasz villamos vonatok és az utolsó gőzrekord

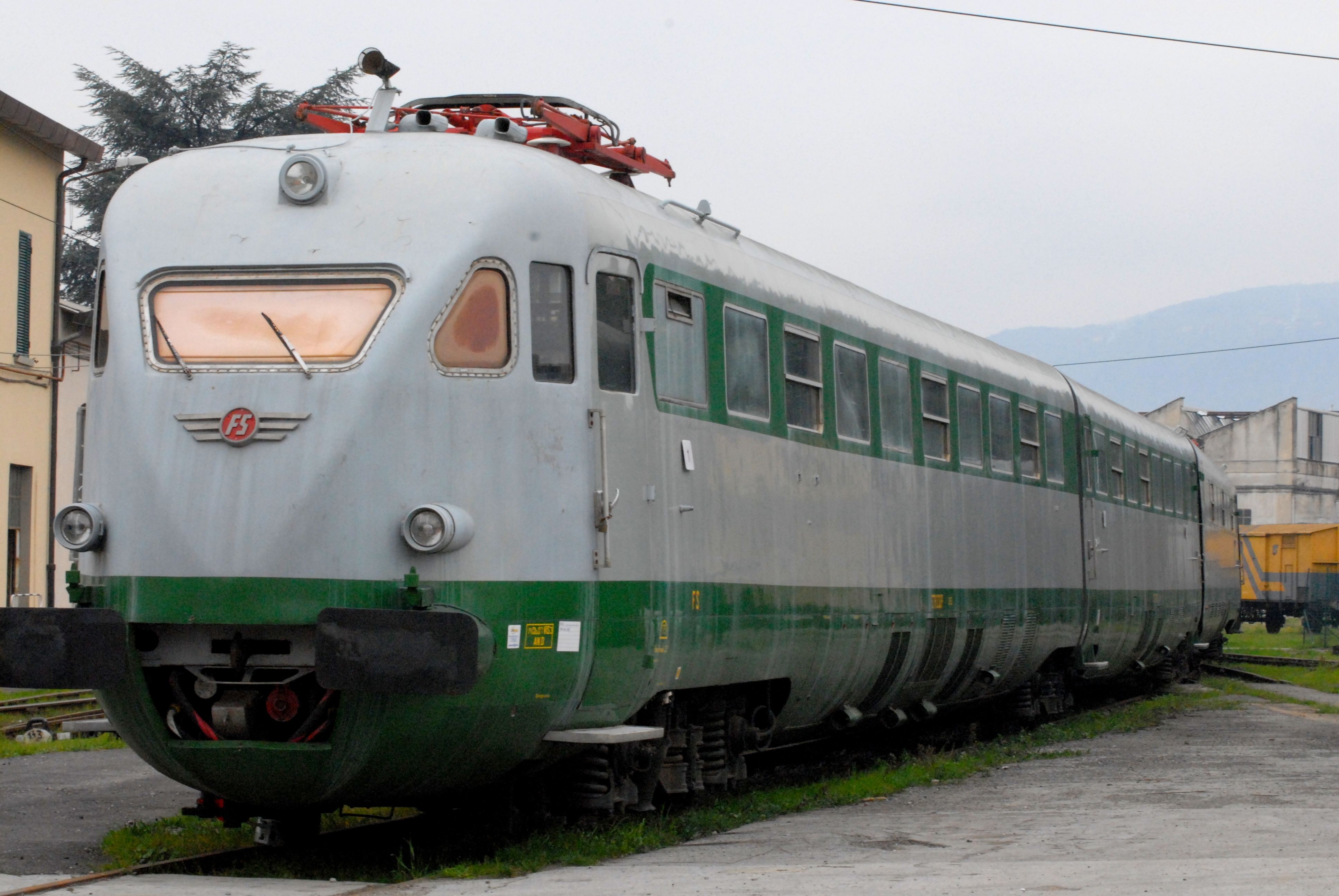
Az olasz ETR 200

A német nagysebességű szolgáltatást Olaszországban 1938-ban követte a 200 km/h sebességre tervezett, Bologna és Nápoly között közlekedő ETR 200-as villamos-motorvonat. Ez is elérte a 160 km/h  sebességet kereskedelmi forgalomban, és 1938-ban Milánó közelében 203 km/h sebességgel világrekordot ért el.
Nagy-Britanniában ugyanebben az évben a Mallard áramvonalas gőzmozdony 202,58 km/h-val elérte a gőzmozdonyok hivatalos sebességi világrekordját. A gőzmozdonyok külső égésű motorjai és kazánjai nagyok, nehezek, valamint idő- és munkaigényesek voltak a karbantartás szempontjából, így a nagy sebességre használt gőzvontatás napjai meg voltak számlálva.

#### A Talgo rendszer bevezetése
1945-ben egy spanyol mérnök, Alejandro Goicoechea kifejlesztett egy áramvonalas, csuklós vonatot, amely képes volt a meglévő pályákon nagyobb sebességgel közlekedni, mint a korabeli személyszállító vonatok. Ezt úgy érték el, hogy a mozdonyt és a kocsikat egyedi tengelyrendszerrel látták el, amely kocsivégenként egy-egy tengelyt használt, amelyeket Y-csapos tengelykapcsoló kötött össze. Más előnyök mellett a tömegközéppont csak fele olyan magasan volt, mint a szokásos. Ez a rendszer a Talgo cég révén (Tren Articulado Ligero Goicoechea Oriol) vált híressé, ami fél évszázadon át a nagysebességű vonatok fő spanyol szolgáltatója volt.

#### Az első 300 km/h feletti fejlesztések

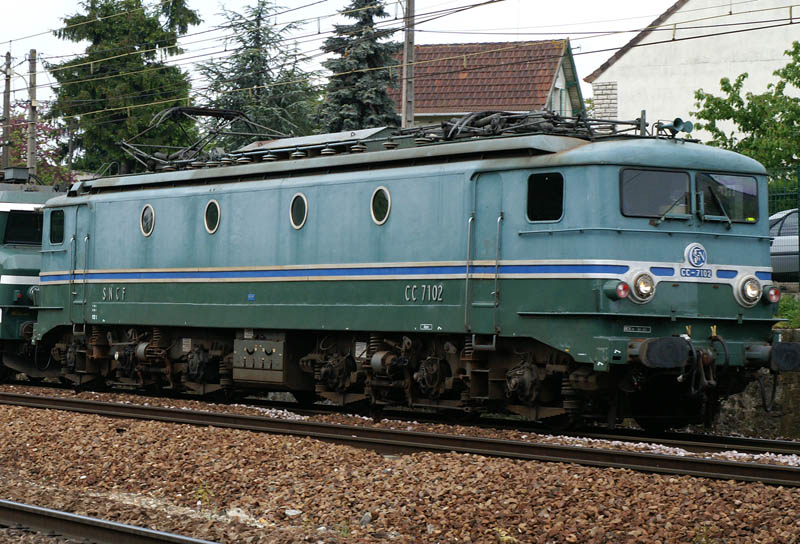
A francia SNCF CC 7100 sorozat, az 1955-ös rekordtartó

Az 1950-es évek elején a francia nemzeti vasút megkapta új, nagyteljesítményű SNCF CC 7100 sorozatú villamos mozdonyait, ezekkel elkezdték tanulmányozni és értékelni a nagyobb sebességgel való közlekedést. 1954-ben a teljes vonatot vontató CC 7121-es egy normál pályán végzett teszt során 243 km/h-s rekordot ért el. A következő évben két speciálisan átalakított villanymozdony, a CC 7107 és a BB 9004 prototípus megdöntötte a korábbi sebességrekordokat, elérve a 320 km/h, illetve 331 km/h sebességet, szintén normál pályán. Először sikerült túllépni a 300 km/h sebességet, ami lehetővé tette a nagyobb sebességű szolgáltatások ötletének kidolgozását és további műszaki tanulmányok megkezdését. Különösen az 1955-ös rekordok során fedeztek fel egy veszélyes túllendülési jelenséget, a forgóvázak túlzott kilengését, amely dinamikus instabilitáshoz és esetleges kisikláshoz vezet. Ezt a problémát a forgáscsillapítókkal oldották meg, amelyek ma már lehetővé teszik a nagy sebességű biztonságos közlekedést. Kutatásokat végeztek az áramszedők által nagy sebességnél történő „áramtalanításról” is, amelyet 20 évvel később a Zébulon TGV prototípusa oldott meg.

### Áttörés: Sinkanszen

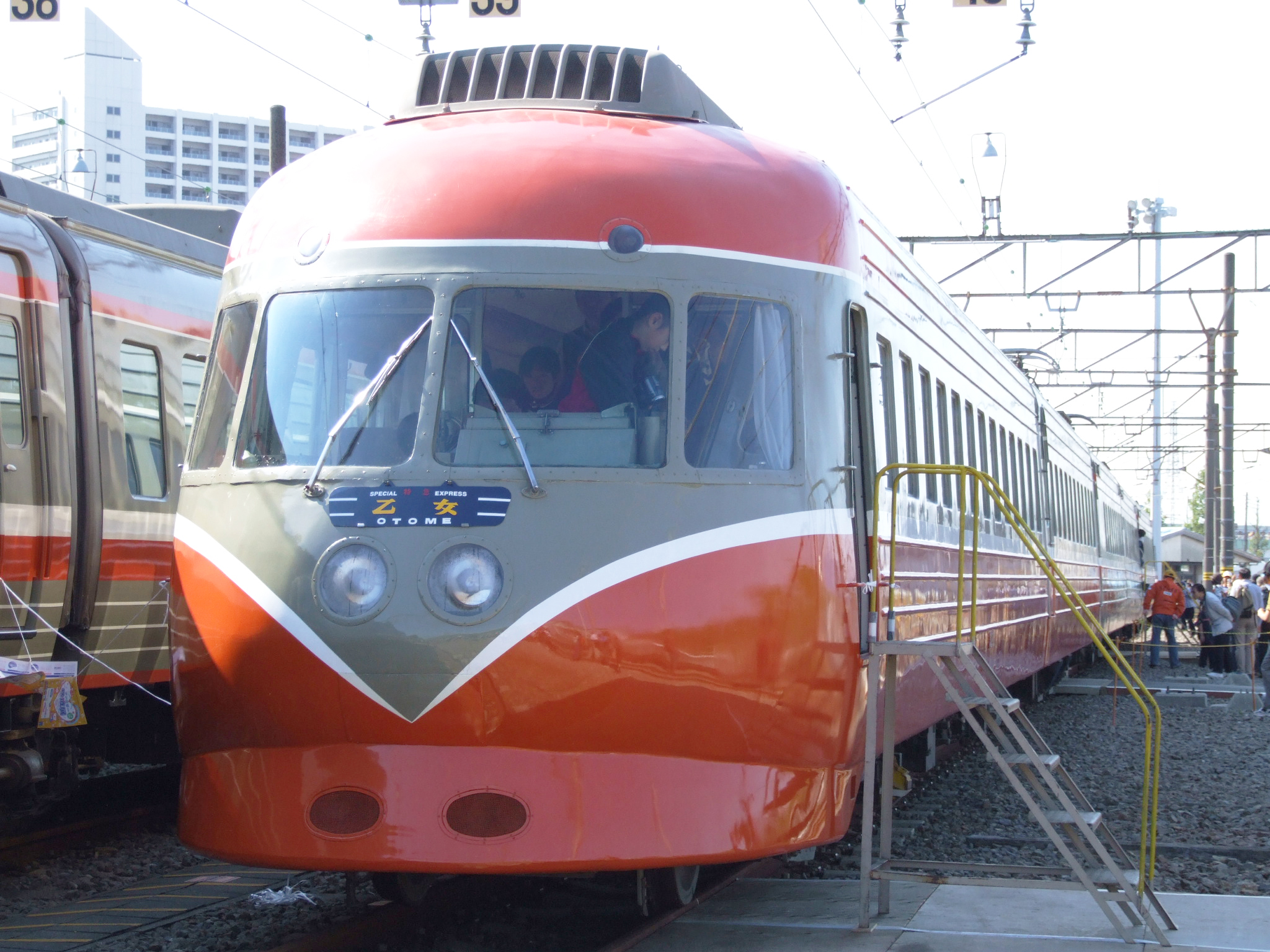
Az Odakyu 3000 sorozat

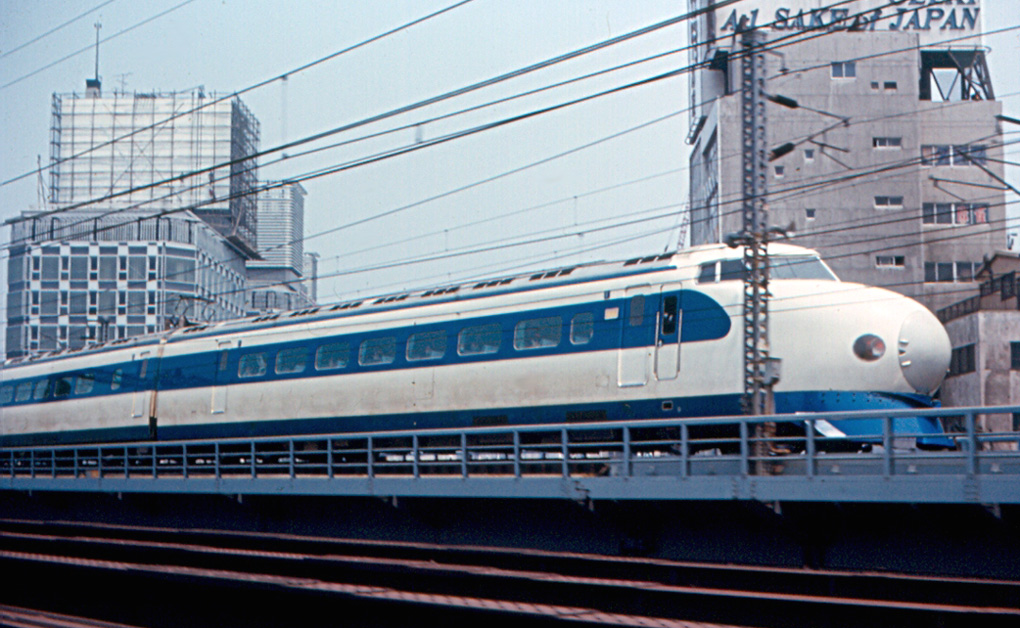
Az eredeti 0 sorozatú Sinkanszen vonat. 1964-ben mutatták be és elérte a 210 km/h sebességet

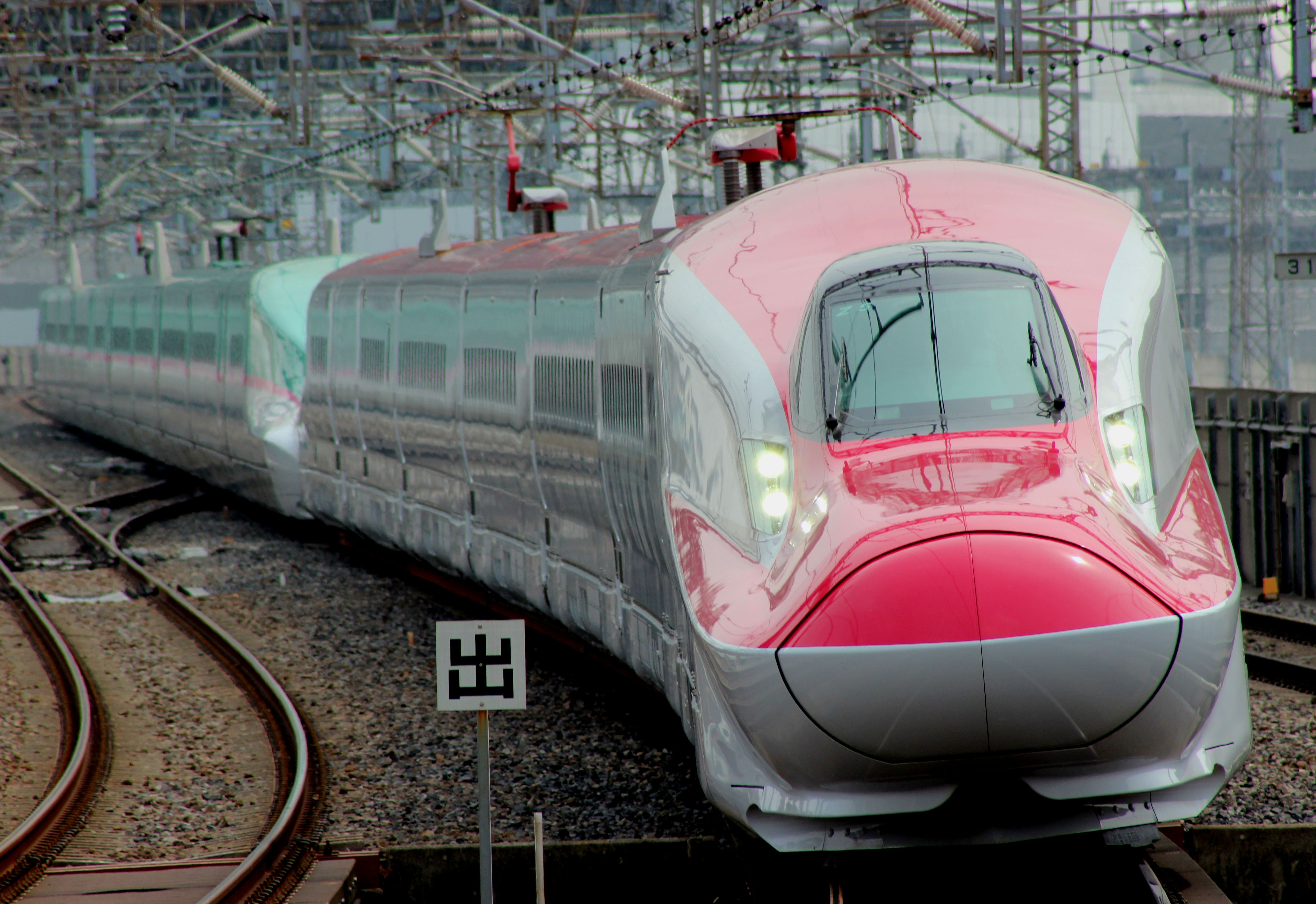
E6 és E5 sorozatú Sinkanszen motorvonatok

#### Japán kutatás és fejlesztés
Mivel a sűrűn lakott Tokió-Ószaka folyosón mintegy 45 millió ember él, a II. világháború után a közúti és vasúti közlekedés zsúfoltsága komoly problémává vált, és a japán kormány komolyan gondolkodni kezdett egy új nagysebességű vasúti szolgáltatáson.
Japán az 1950-es években népes, de erőforrásokban szegény ország volt, amely biztonsági okokból nem akart kőolajat importálni, de szüksége volt arra, hogy több millió embert a városokba és a városok között szállítsa.
A Japán Államvasutak (JNR) mérnökei ekkor kezdték el tanulmányozni egy nagysebességű, rendszeres tömegközlekedési szolgáltatás kifejlesztését. 1955-ben jelen voltak a franciaországi Lille-i elektrotechnikai kongresszuson, és egy 6 hónapos látogatás során a JNR főmérnöke elkísérte Marcel Tessier igazgatóhelyettest a DETE (SNCF elektromos vontatási tanulmányi osztálya) A JNR mérnökei számos olyan ötlettel és technológiával tértek vissza Japánba, amelyeket a jövőbeli vonataikban fognak használni, beleértve a váltakozó áramot a vasúti vontatáshoz és a nemzetközi szabványos nyomtávot.

#### Az első keskeny nyomtávú japán nagysebességű járat
1957-ben a nagy-tokiói körzetben található Odakyu Electric Railway magánvállalat mérnökei elindították az Odakyu 3000 sorozatú SE villamos motorvonatot. Ez a motorvonat 145 km/h-s sebességgel világrekordot állított fel a keskeny nyomtávú vonatok között, ami az Odakyu mérnökeinek bizalmat adott, hogy még gyorsabb vonatokat is biztonságosan és megbízhatóan tudnak építeni normál nyomtávval. Az eredeti japán vasutak általában keskeny nyomtávot használtak, de a sínek normál nyomtávra való kiszélesítése által kínált nagyobb stabilitás sokkal egyszerűbbé tenné a nagyon nagy sebességű vasutat, ezért a nagysebességű szolgáltatáshoz a normál nyomtávot fogadták el. Oroszország, Finnország és Üzbegisztán kivételével a világ összes nagysebességű vasútvonala még mindig normál nyomtávú, még azokban az országokban is, ahol a korábban épült vonalak nyomtávja más.

#### Egy új vonat egy új vonalon
A Sinkanszen (ami új törzshálózatot jelent) névre keresztelt új szolgáltatás új vonalvezetést, 25%-kal szélesebb normál nyomtávot, folyamatosan hegesztett síneket biztosított Tokió és Oszaka között, új, 250 km/h sebességre tervezett gördülőállományt használva. A Világbank azonban, miközben támogatta a projektet, úgy ítélte meg, hogy a berendezés tervezése nem bizonyított erre a sebességre, és a maximális sebességet 210 km/h-ban határozta meg.
A kezdeti megvalósíthatósági tesztek után a tervet felgyorsították, és 1959. április 20-án megkezdődött a vonal első szakaszának építése. 1963-ban az új pályán a tesztfutások során 256 km/h csúcssebességet értek el. Öt évvel az építési munkálatok megkezdése után, 1964 októberében, éppen az olimpiai játékok idején nyitották meg a két város között az első modern nagysebességű vasútvonalat, a Tókaidó Sinkanszent.
Az első Sinkanszen-vonatok, a Kawasaki Heavy Industries által épített 0-sorozatú Sinkanszenek - angolul gyakran "Bullet Trains"-nek nevezik őket, az eredeti japán név, a Dangan Ressha (弾丸列車) után - felülmúlták a korábbi, kereskedelmi forgalomban közlekedő gyorsvonatokat. Az 515 km-es távolságot 3 óra 10 perc alatt tették meg, elérve a 210 km/h-s csúcssebességet, és fenntartva a 162,8 km/h-s átlagsebességet, nagojai és kiotói megállásokkal.

#### Nagysebességű vasút a tömegeknek
A sebesség nem csak a sinkanszen forradalom része volt: a sinkanszen nagysebességű vasúti utazást kínált a tömegeknek. Az első Bullet vonatok 12, a későbbi változatok pedig akár 16 kocsival is rendelkeztek, a kétszintes vonatok pedig tovább növelték a kapacitást.
Három év elteltével már több mint 100 millió utas használta a vonatokat, és 1976-ban elérte az első egymilliárd utas mérföldkövet. 1972-ben a vonalat további 161 km-rel hosszabbították meg, és a további építkezések eredményeként a hálózat 2020 márciusára 3058 km-re bővült, és jelenleg további 399 km-es hosszabbítás van építés alatt, amelyet 2023 márciusa és 2031 márciusa között szakaszosan nyitnak meg. Az 1964 óta a teljes rendszeren a vonattal közlekedők száma meghaladja a 10 milliárdot, ami a világ lakosságának körülbelül 140%-ával egyenértékű, és egyetlen halálos áldozatot követelő vasúti baleset sem történt (csak öngyilkosságok, a peronokról leeső utasok és ipari balesetek vezettek halálos áldozatokhoz).
A japán Sinkanszen-rendszerek bevezetésük óta folyamatos fejlesztéseken mennek keresztül, nem csak a vonalak sebességét növelik. Több mint egy tucat vonattípust készítettek, amelyek olyan különböző problémákat kezelnek, mint az alagútbuborék zaja, a vibráció, az aerodinamikai légellenállás, a kisebb forgalmú vonalak ("mini sinkanszen"), a földrengés- és tájfunbiztonság, a féktávolság, a hó okozta problémák és az energiafogyasztás (az újabb vonatok a nagyobb sebesség ellenére kétszer olyan energiahatékonyak, mint a kezdeti vonatok).

#### Jövőbeli fejlesztések
Több évtizedes kutatás és egy 43 km-es tesztpályán végzett sikeres tesztelés után a JR Central most egy lebegő mágnesvasút (Maglev Sinkanszen) vonalat épít, amely a Csúó Sinkanszen néven ismert. Ezek a Maglev-vonatok még mindig a hagyományos alatta lévő sínekkel rendelkeznek, és a kocsiknak kerekei vannak. Ez gyakorlati célt szolgál az állomásokon és biztonsági célt a vonalakon kívül áramszünet esetén. Normál üzemmódban azonban a kerekek felemelkednek a kocsiba, amint a vonat elér bizonyos sebességet, ahol a mágneses lebegtetés hatása érvényesül. A vonat 2037-re köti majd össze Tokiót és Oszakát, a Tokió és Nagoja közötti szakasz pedig várhatóan 2027-re lesz üzemképes.. Az átlagsebesség várhatóan 505 km/h lesz. Az első generációs vonattal a tesztpályára látogató turisták is utazhatnak.
Kína két különálló nagysebességű mágnesvasút-rendszert fejleszt:
- a CRRC 600, a Transrapid technológián alapul, és a CRRC fejleszti a Thyssen-Krupp licencével.[33] Egy 1,5 km-es tesztpálya 2006 óta működik a Sanghajtól északnyugatra fekvő Tongji Egyetem Jiading Campusán. A jármű prototípusát 2019-ben fejlesztették ki, és 2020 júniusában tesztelték.[34] 2021 júliusában bemutatták a négy kocsiból álló szerelvényt. 2021 áprilisában fontolóra vették a németországi Emslandi maglev tesztpálya újbóli megnyitását.[33]
- A Délnyugati Jiaotong Egyetemen (Csengtu) egy nem kompatibilis rendszert fejlesztettek ki, a konstrukció magas hőmérsékletű szupervezető mágneseket használ, amelyet az egyetem 2000 óta kutat, és 620 km/h sebességre képes. Egy prototípust 2021 januárjában mutattak be egy 165 méteres tesztpályán.[35]

### Európa és Észak-Amerika

#### Első bemutatók 200 km/h sebességgel
Európában a nagysebességű vasút a müncheni Nemzetközi Közlekedési Vásáron kezdődött 1965 júniusában, amikor Dr. Öpfering, a Deutsche Bundesbahn (Német Szövetségi Vasutak) igazgatója 347 bemutatót tartott 200 km/h sebességgel haladó mozdonyokkal München és Augsburg között (a távolság nagyjából 40 km), DB 103 sorozatú  vonatokkal. Ugyanebben az évben az Aérotrain, egy francia, mágneses lebegtetésű, egysínű vonat prototípusa napokon belül elérte a 200 km/h sebességet.

#### Le Capitole

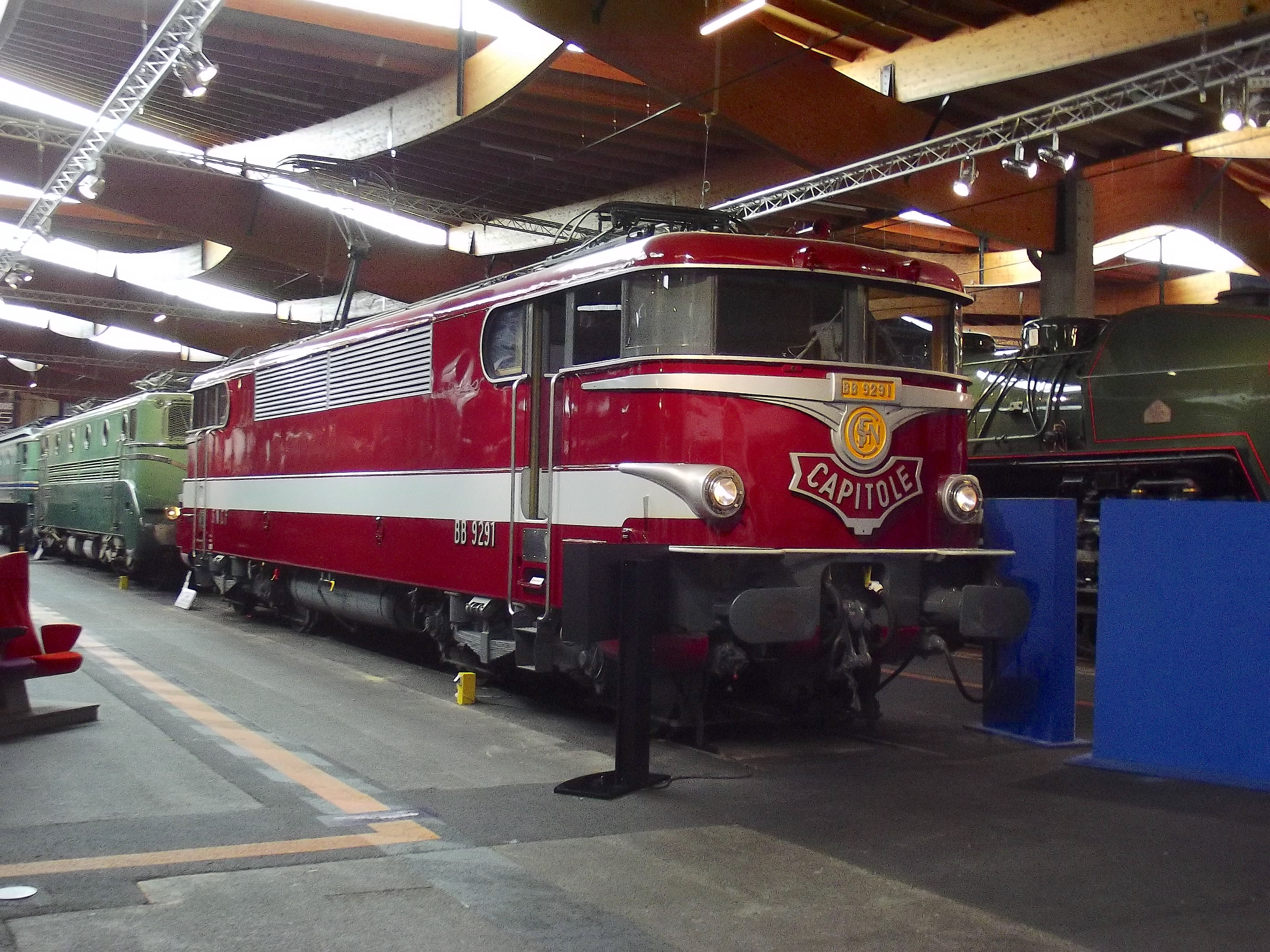
A Le Capitole mozdonya a Mulhauseni vasúti múzeumban

A japán Sinkansen 1964-es, 210 km/h-s sikeres bevezetése, az 1965-ös 200 km/h-s német bemutatók, valamint a sugárhajtású Aérotrain koncepciója után az SNCF 160 km/h-s sebességgel közlekedtette a leggyorsabb vonatait.
1966-ban Edgard Pisani francia infrastrukturális miniszter konzultált a mérnökökkel, és tizenkét hónapot adott a Francia Államvasutaknak, hogy a sebességet 200 km/h-ra emeljék.  A klasszikus Párizs–Toulouse útvonalat választották ki és újították fel, hogy 140 km/h helyett 200 km/h-t is bírjon. Néhány fejlesztést határoztak meg, nevezetesen a jelzőrendszert, a fedélzeti "fülkében lévő" jelzőrendszer fejlesztését és az ívek felülvizsgálatát.
A következő évben, 1967 májusában a TEE Le Capitole 200 km/h-s menetrendszerű szolgáltatást indított Párizs és Toulouse között, speciálisan átalakított SNCF BB 9200 sorozatú mozdonyokkal, amelyek klasszikus UIC kocsikat vontattak, teljes piros fényezéssel. A 713 km-es távon átlagosan 119 km/h-s sebességgel közlekedett.
Ugyanebben az időben az Aérotrain 02-es prototípusa 345 km/h sebességet ért el egy kísérleti pályán. 1969-ben ugyanezen a pályán 422 km/h sebességet ért el. 1974. március 5-én az Aérotrain I80HV teljes méretű, sugárhajtású kereskedelmi prototípusa 430 km/h sebességet ért el.

#### Amerikai Metroliner vonatok

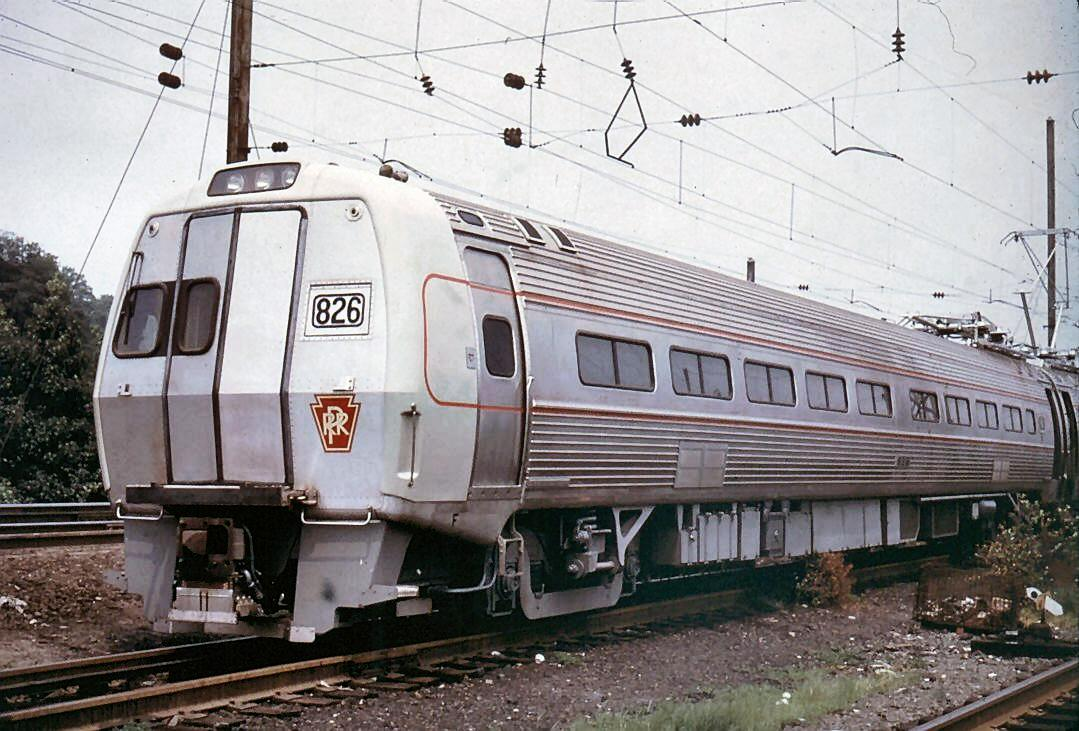
Metroliner vonat, amelyet az Egyesült Államokban fejlesztettek ki a New York és Washington közötti vasútvonalra

Az Egyesült Államokban az első japán nagysebességű Sinkanszen megalkotását követően Lyndon B. Johnson elnök a Nagyszerű Társadalom infrastruktúra-építési kezdeményezései részeként felkérte a Kongresszust, hogy dolgozzon ki valamilyen módszert a vasúti sebesség növelésére. 1965-ben a Kongresszus meghozta a nagysebességű földi közlekedésről szóló törvényt, amelyet elsöprő kétpárti támogatással fogadtak el, és amely hozzájárult a New York City, Philadelphia és Washington, D. C. közötti rendszeres Metroliner-járatok létrehozásához. Az új szolgáltatást 1969-ben avatták fel, a csúcssebessége 200 km/h, az átlagsebesség 145 km/h, a menetidő pedig mindössze 2 óra 30 perc volt. Egy 1967-es versenyen a Penn Central fővonalán egy GE meghajtású Metroliner járat a United Aircraft Corporation TurboTrainjével 275 km/h sebességrekordot állított fel.

#### Egyesült Királyság, Olaszország és Németország
1976-ban a British Rail nagysebességű, 201 km/h (125 mph) sebességre képes szolgáltatást vezetett be az InterCity 125 dízel-villamos motorvonatokkal High Speed Train (HST) márkanév alatt. Ez volt a leggyorsabb rendszeres forgalomban lévő dízelüzemű vonat, amely sebességben és gyorsulásban felülmúlta 160 km/h-s (100 mph) elődjeit. 2019-ben még mindig ez a leggyorsabb dízelüzemű vonat menetrend szerinti forgalomban.. A vonat mindkét irányba közlekedni képes többkocsis szerelvény volt, amelynek mindkét végén hajtó motorkocsik voltak, közöttük pedig egy fix személykocsi-alakzat. A menetidők egy órával csökkentek például az East Coast Main Line-on, és az utasszám is nőtt. 2019-től sok ilyen vonat még mindig közlekedik, a magánüzemeltetők gyakran inkább új mozdonyokkal építették át az egységeket, minthogy lecseréljék őket.
A következő évben, 1977-ben Németországban végül 200 km/h sebességgel vezették be az új szolgáltatást a München–Augsburg nagysebességű vasútvonalon. Ugyanebben az évben Olaszország felavatta az első európai nagysebességű vonalat, a Róma és Firenze közötti Direttissima vonalat, amelyet 250 km/h sebességre terveztek, de az FS E444 sorozat vontatta vonat 200 km/h sebességgel közlekedett. Franciaországban ebben az évben politikai okokból az Aérotrain projektet is leállították a TGV javára.

### Fejlődés Európában

#### Franciaország

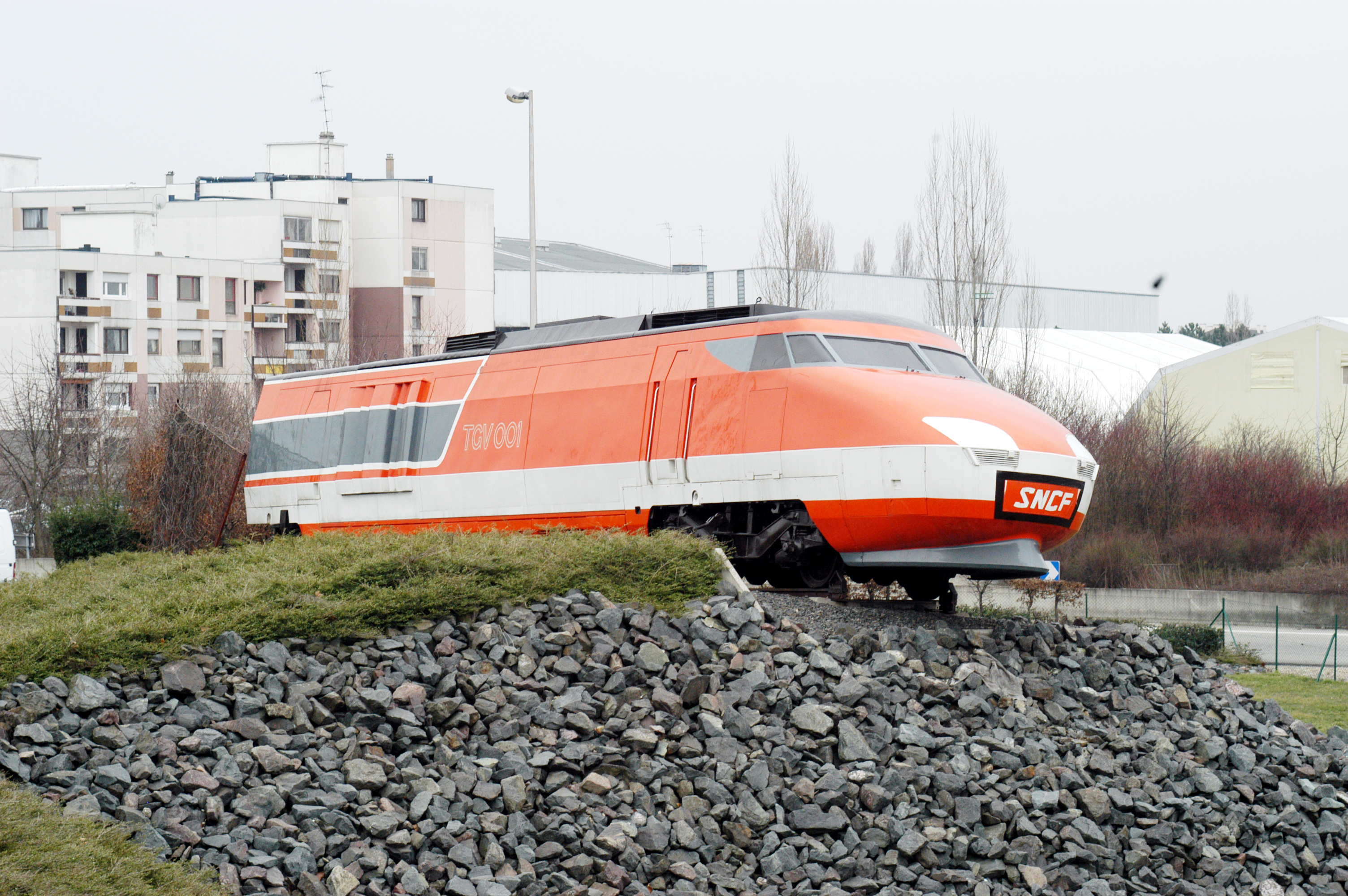
A "TGV 001" gázturbinás prototípus egyik motorkocsija

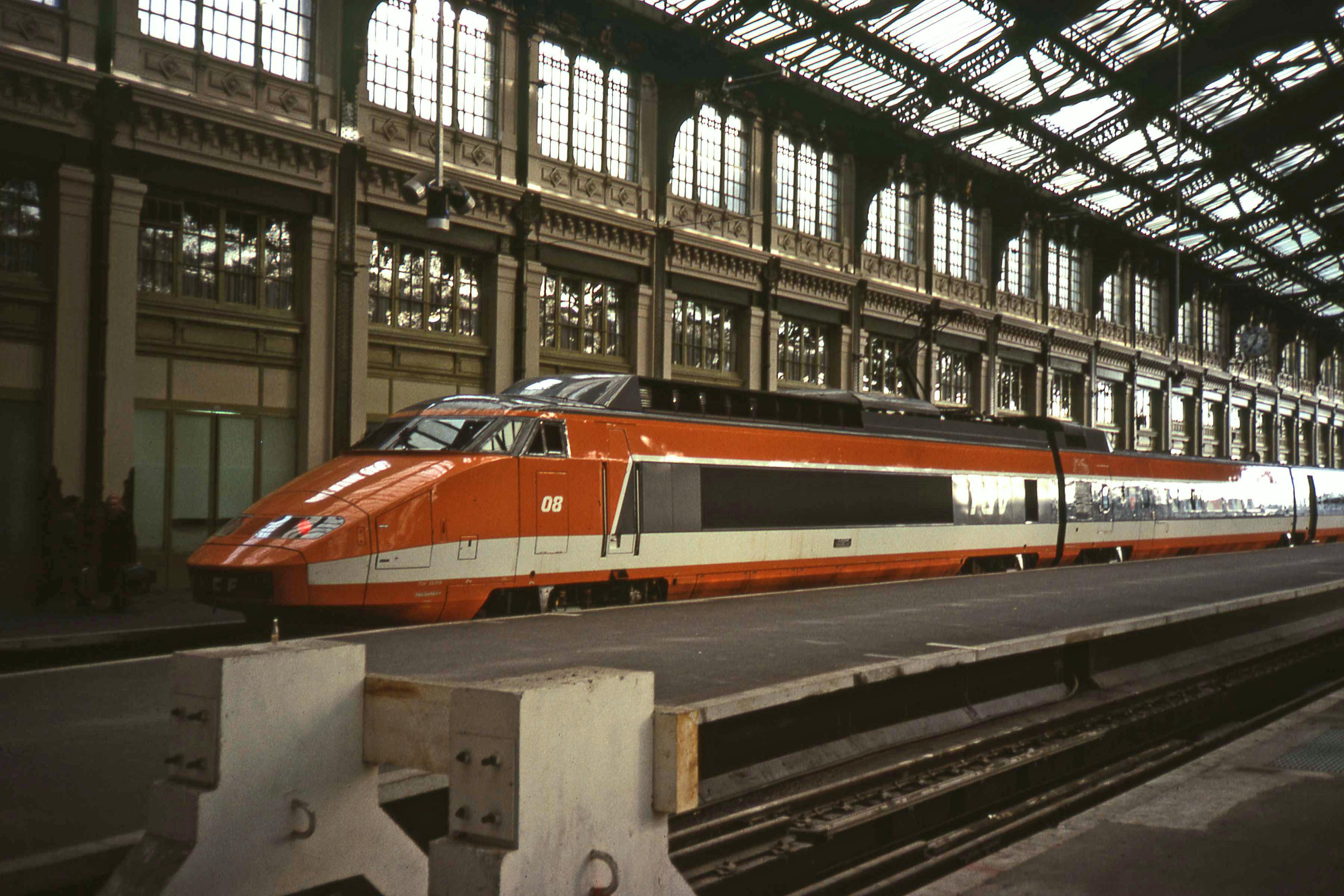
A TGV Sud-Est a Gare de Lyon pályaudvaron, 1982-ben

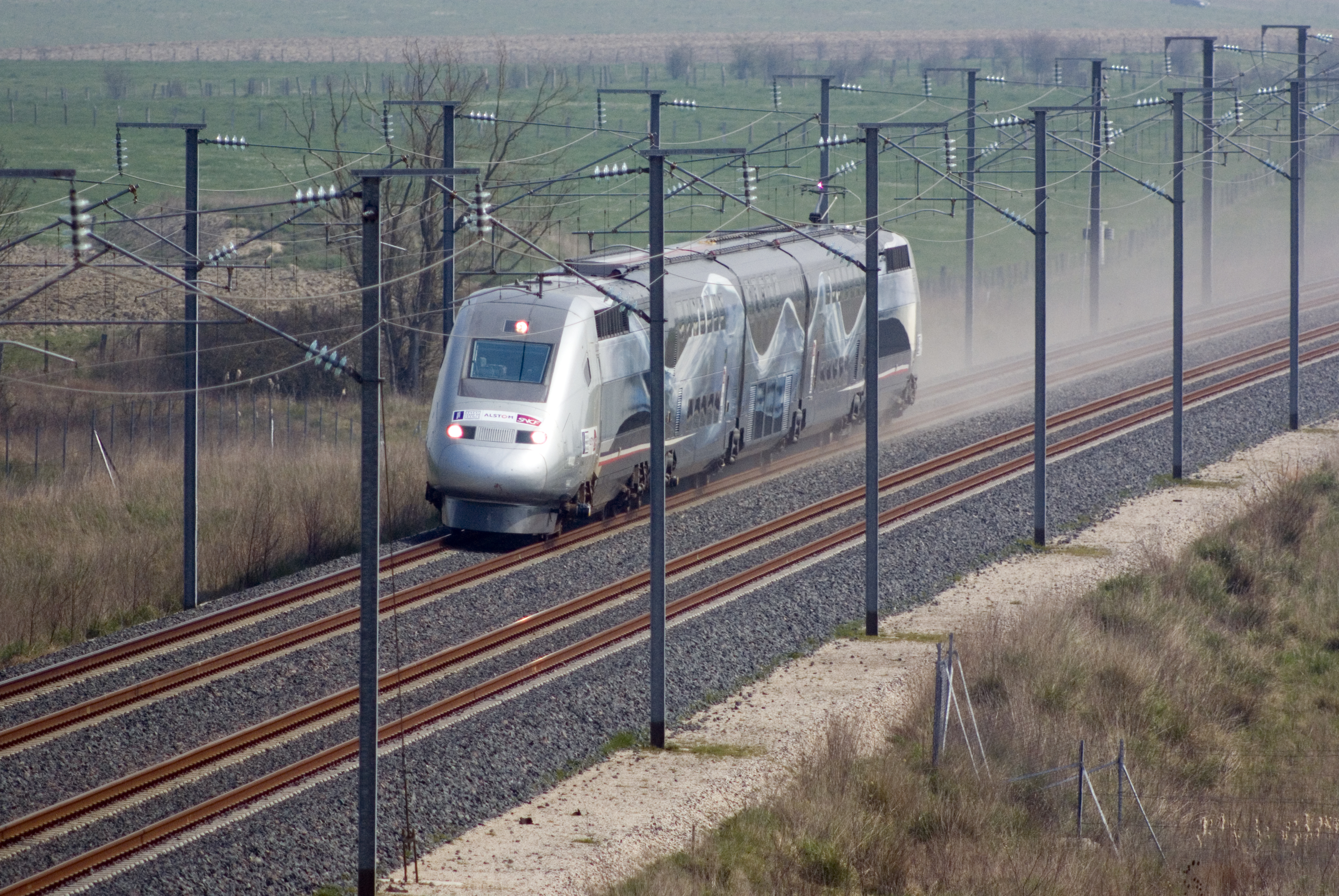
A TGV 574,8 km/h sebességgel 2007-ben

Az 1955-ös rekordok után az SNCF két részlege kezdte tanulmányozni a nagysebességű szolgáltatásokat. 1964-ben a DETMT (az SNCF benzinmotoros vontatási tanulmányok osztálya) a gázturbinák használatát vizsgálta: egy dízelüzemű vasúti kocsit átalakítottak gázturbinával, és "TGV"-nek (Turbotrain Grande Vitesse) nevezték el. 1967-ben elérte a 230 km/h sebességet, ez a későbbi Turbotrain és a valódi TGV alapjául szolgált. Ezzel egy időben az 1966-ban létrehozott új „SNCF kutatási osztály” különböző projekteket tanulmányozott, köztük a „C03: Vasúti lehetőségek új infrastruktúrán (pályákon)” nevű projektet.
1969-ben a „C03 projekt” átkerült a közigazgatáshoz, miközben szerződést kötöttek az Alstommal két gázturbinás nagysebességű vonat prototípusának megépítésére, „TGV 001” néven. A prototípus öt kocsiból és egy-egy motorkocsiból állt, amelyeket két gázturbinás motor hajtott. A szerelvények Jacobs forgóvázakat használtak, amelyek csökkentették a légellenállást és növelték a biztonságot.
1970-ben a DETMT Turbotrain-je megkezdte működését a Párizs-Cherbourg-vasútvonalon, és 160 km/h sebességgel közlekedett annak ellenére, hogy 200 km/h használatra tervezték. Gázturbinával hajtott motorvonat volt, és ez volt az alapja a TGV-szolgáltatásokkal való későbbi kísérletezésnek, beleértve az ingajáratokat és a rendszeres, nagysebességű menetrendeket.
1971-ben a „C03” projektet, amely ma „TGV Sud-Est” néven ismert, a kormány érvényesítette Bertin Aerotrain-jével szemben. 1971-ig rivalizálás volt az Aérotrain-t támogató Francia Földrendezési Bizottság (DATAR) és a hagyományos vasutat támogató SNCF és annak minisztériuma között.  A „C03 projekt” egy új nagysebességű vonalat tartalmazott Párizs és Lyon között, 260 km/h sebességgel közlekedő új többmotoros vonatokkal. Abban az időben a klasszikus Párizs-Lyon vonal már túlterhelt volt (közel 400 km távolság), és új vonalra volt szükség; ez a forgalmas folyosó, amely nem túl rövid (rövid vonalszakaszon a nagy sebesség csak korlátozott ideig érhető el) és nem is túl hosszú (ahol a repülőgépek gyorsabbak a városközpontból a városközpontba tartó utazási időben), a legjobb választás volt az új szolgáltatás számára.
Az 1973-as olajválság jelentősen megemelte az olajárakat. A De Gaulle-i „energia-önellátás” és atomenergia-politika folytatásaként egy minisztériumi döntés 1974-ben a leendő TGV-t az immár költséges gázturbinásról teljes mértékben elektromos energiára állította át. A Zébulon nevű elektromos vasúti kocsit fejlesztették ki, hogy nagyon nagy sebességgel teszteljék, elérve a 306 km/h sebességet. Ezt használták fel olyan áramszedők kifejlesztésére, amelyek a 300 km/h sebességet képesek elviselni.
A gázturbinás „TGV 001” prototípussal és az elektromos „Zébulon”-nal végzett intenzív tesztek után 1977-ben az SNCF 87 TGV Sud-Est szerelvényre adott megrendelést az Alstom-Francorail-MTE csoportnak. Ez a „TGV 001” koncepciót alkalmazta, amely egy nyolc kocsiból álló, állandóan összekapcsolt, Jacobs forgóvázakon osztozó, és két villamos meghajtású vonófej által vontatott szerelvény volt.
1981-ben adták át az új Párizs-Lyon nagysebességű vonal első szakaszát, 260 km/h végsebességgel (majd nem sokkal később 270 km/h végsebességgel). Mivel a TGV képes volt mind a dedikált nagysebességű, mind a hagyományos vonalakat használni, az ország minden városát rövidebb menetidővel tudta összekötni. Miután a TGV-t egyes útvonalakon bevezették, a légi forgalom ezeken az útvonalakon csökkent, és néhány esetben meg is szűnt. 1981-ben 380 km/h-val, 1990-ben 515 km/h-val, majd 2007-ben 574,8 km/h-val a TGV sebességrekordot állított fel, bár ezek tesztsebességek voltak, nem üzemelés közbeni  sebességek.

#### Németország

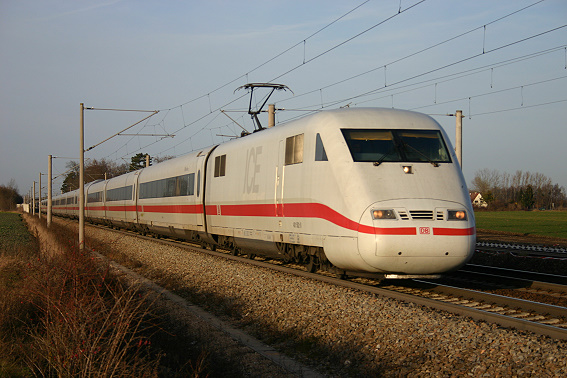
Egy német ICE 1motorvonat

A francia TGV után 1991-ben Németország volt a második európai ország, amely nagysebességű vasúti szolgáltatást indított: az új Hannover-Würzburg nagysebességű vasútvonalon elindult az Intercity Express (ICE), amely 280 km/h végsebességgel közlekedett. A német ICE vonat a TGV-hez hasonló volt, mindkét végén külön áramvonalas motorkocsikkal, de közöttük változó számú személykocsival. A TGV-vel ellentétben a kocsik kocsinként két hagyományos forgóvázzal rendelkeztek, és lekapcsolhatók voltak, lehetővé téve a vonat meghosszabbítását vagy lerövidítését. Ez az ICE V prototípus tízéves tanulmányozásának eredménye volt, amely eredetileg Intercity Experimental néven 1988-ban megdöntötte a sebességi világrekordot, elérve a 406 km/h-t.

#### Olaszország

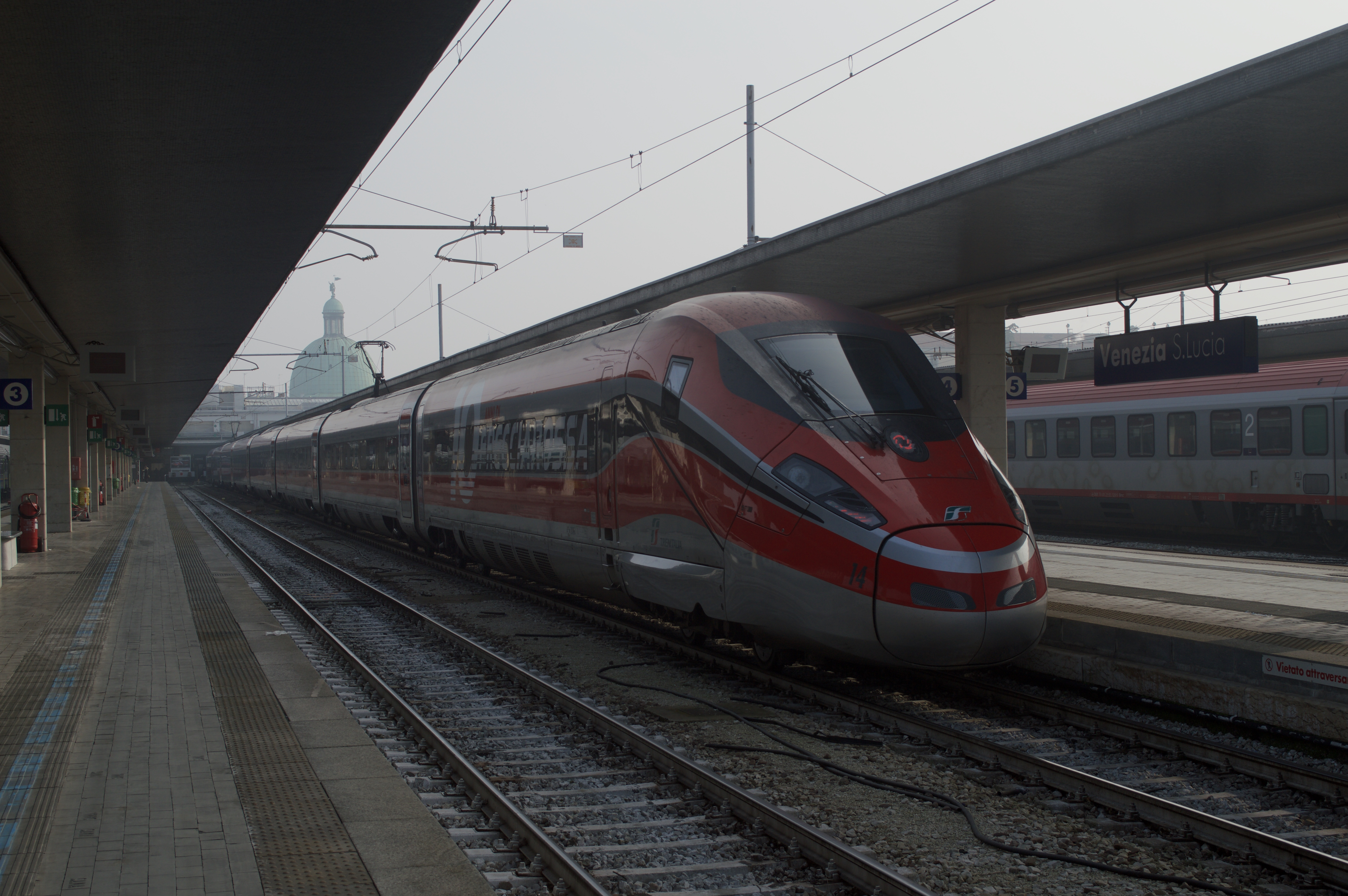
A Frecciarossa ETR 1000 Venezia Santa Lucia pályaudvaron

A legkorábban megépült európai nagysebességű vasút az olasz Firenze–Róma nagysebességű vasútvonal (más néven „Direttissima”) volt. A vasút 1978 és 1992 között épült, és az FS E444 sorozatú 3 kV-os egyenáramú mozdonyok által vontatott vonatokkal közlekedett. Azonban csak az 1980-as évek végén kezdték el tervezni egy teljesebb nagysebességű vasúthálózat kiépítését. A kezdeti projekt két fő tengelyen tervezte a hálózat fejlesztését: a Torino-Trieszt és a Milánó-Salerno Rómán át vezető tengelyen. Mára ebből a projektből a Torino és Brescia, a Padova és Velence, valamint a Milánó és Salerno közötti szakaszok megépültek, míg a Brescia és Padova közötti 150 km hosszú szakasz még mindig építés alatt áll. Időközben újabb szakaszokat terveztek, mint például a Lyon–Torino nagysebességű vasútvonal, amely magában foglalja a Mont d'Ambin nemzetközi alagút megépítését, a Nápoly-Bari, Milánó-Genova, Salerno-Reggio Calabria és Palermo-Catania-Messina (Szicíliában) fő munkálatokat; ez utóbbi két szakasz A Messinai-szoros hídja esetleges megépítését követően összekapcsolódhat.
Olaszországban a nagysebességű vonalak jellemzői meglehetősen egyediek. A hálózatot ugyanis a „nagy sebesség” mellett a „nagy kapacitás”  (olaszul „alta capacità”) céljával is tervezték. A "nagy kapacitás" egy sor olyan műszaki jellemzőből áll (különösen a vasúti forgalom nyomon követése és a pályák kapacitásának növelése tekintetében), amelyek lehetővé teszik a nagysebességű teherforgalmat is. Ez utóbbi jellemzői (amely Kínában is jelen van, de más technológiákkal), valamint az olasz félsziget különösen hegyvidéki területének sajátosságai az építési költségek igen magas növekedését okozták (20/68 millió euró/km). Továbbá más országok, például Franciaország hálózataival ellentétben, a nagysebességű vasutakat a normál hálózatoktól teljesen függetlenül építették, nagyon egyenes és lineáris pályát követve. Csak az újabb vonalak (mint a Nápoly-Bari vagy a Palermo-Catania-Messina) fejlesztésénél részesítették előnyben a meglévő vonalakba való beavatkozást, amelyek teljesítményének növelésével, lineárisabb átépítésével gyorsították fel azokat.
Az olaszországi nagysebességű vonalakat kiszolgáló járatok a Frecciarossa 1000, a Frecciarossa, a Frecciargento és a .italo (ez utóbbi a Nuovo Trasporto Viaggiatori magáncégé).

#### Spanyolország

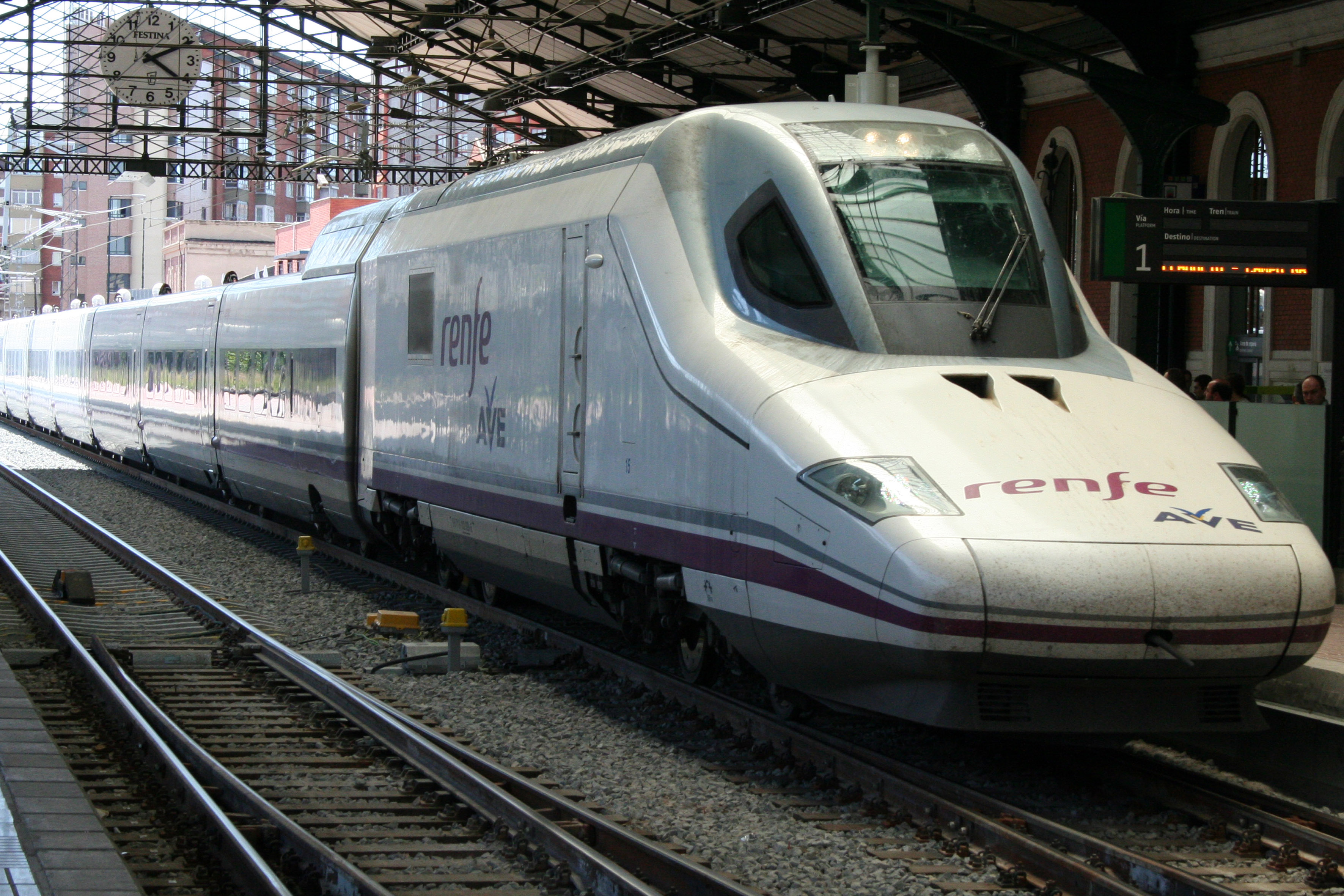
A spanyol AVE 102 sorozat, becenevén „Pato” (Kacsa)

1992-ben, éppen a barcelonai olimpiai játékok és az 1992-es sevillai világkiállítás idején nyílt meg Spanyolországban a Madrid–Sevilla nagysebességű vasútvonal 25 kV-os, váltakozó feszültségű villamosítással és normál nyomtávolsággal, eltérően az összes többi spanyol vonaltól, amelyek ibériai nyomtávolságot használtak. Ez lehetővé tette, hogy az AVE vasúti szolgáltatás az Alstom által épített AVE 100 sorozatú szerelvényekkel kezdje meg működését, amelyek tervezése közvetlenül a francia TGV vonatokból származik. A szolgáltatás nagyon népszerű volt, és a nagysebességű spanyolországi vasút fejlesztése tovább folytatódott.
2005-ben a spanyol kormány egy ambiciózus tervet (PEIT 2005-2020) jelentett be, amely szerint 2020-ra a lakosság 90%-a 50 km-en belül fog élni egy AVE által kiszolgált állomástól. Spanyolország megkezdte Európa legnagyobb nagysebességű-hálózatának kiépítését: 2011-ig öt új vonalat nyitottak meg (Madrid-Zaragoza-Lleida-Tarragona-Barcelona, Córdoba-Malaga, Madrid-Toledo, Madrid-Segovia-Valladolid, Madrid-Cuenca-Valencia), és további 2219 km volt építés alatt. A 2013 elején megnyitott Perpignan-Barcelona nagysebességű vasútvonal kapcsolatot biztosít a szomszédos Franciaországgal, a vonatok Párizsba, Lyonba, Montpellier-be és Marseille-be közlekednek.

### Fejlődés az Egyesült Államokban

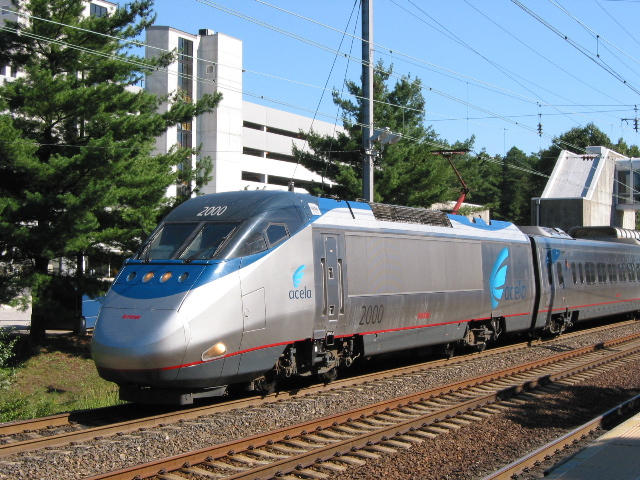
Az Acela Express

1992-ben az Amerikai Egyesült Államok kongresszusa elfogadta az Amtrak Authorization and Development Act-et, amely felhatalmazta az Amtrakot, hogy megkezdje a szolgáltatásfejlesztés munkálatait az északkeleti folyosó Boston és New York City közötti szakaszán. Az elsődleges célok a Connecticut állambeli New Haventől északra lévő vonal villamosítása, a szintbeli kereszteződések megszüntetése és az akkor 30 éves Metrolinerek új vonatokkal való helyettesítése voltak, hogy a Boston és New York City közötti távolságot 3 óra vagy kevesebb idő alatt lehessen megtenni.
Az Amtrak ugyanebben az évben kezdte meg két vonat, a svéd X2000 és a német ICE 1 tesztelését a New York City és Washington DC közötti teljesen villamosított szakaszon. A tisztviselők az X2000-est részesítették előnyben, mivel az billenőszerkezettel rendelkezett. A svéd gyártó azonban nem tett ajánlatot a szerződésre, mivel az Egyesült Államok nehézkes vasúti szabályozása miatt a vonatot jelentősen módosítani kellett, ami többek között többletsúlyt eredményezett. Végül a TGV-ből származó, az Alstom és a Bombardier által gyártott egyedi billenő vonat nyerte el a szerződést, és 2000 decemberében állt forgalomba.
Az új szolgáltatás az Acela Express nevet kapta, és Boston, New York City, Philadelphia, Baltimore és Washington DC között közlekedett. A szolgáltatás nem érte el a Boston és New York City közötti 3 órás menetidő célját. Az idő 3 óra 24 perc volt, mivel részben a normál vonalakon közlekedett, ami korlátozta az átlagsebességét, a maximális 240 km/h (150 mph) sebességet az útvonal egy kis szakaszán érte el Rhode Island és Massachusetts államokon keresztül.
2021 novemberétől Az Egyesült Államokban egy nagysebességű vasútvonal építés áll alatt (California High-Speed Rail) Kaliforniában, és előrehaladott tervei vannak a Texas Central Railway nevű cégnek Texasban, nagyobb sebességű vasúti projektek a csendes-óceáni északnyugati, középnyugati és délkeleti térségben vannak, valamint a nagysebességű északkeleti folyosó korszerűsítése szerepel a tervekben. A Brightline floridai Brightline magántulajdonú, nagyobb sebességű vasúti vállalkozás 2018 elején kezdte meg működését az útvonal egy részén. A sebesség egyelőre 127 km/h-ra (79 mph) korlátozódik, de a bővítéseket 201 km/h-s (125 mph) végsebességre építik.

### Kelet-ázsiai terjeszkedés
Az 1964-es megnyitásától kezdve négy évtizeden át a japán sinkanszen volt az egyetlen nagysebességű vasúti szolgáltatás Európán kívül. A 2000-es években számos új nagysebességű vasúti szolgáltatás indult Kelet-Ázsiában.

#### Kínai CRH és CR
A nagysebességű vasutat 2003-ban vezették be Kínában a Csinhuangtao–Senjang nagysebességű vasútvonallal. A kínai kormány a 2008-as globális pénzügyi válság hatásainak leküzdése érdekében a nagysebességű vasútépítést gazdaságélénkítő programjának egyik sarokkövévé tette, és ennek eredményeként a kínai vasúti rendszer a világ legkiterjedtebb nagysebességű vasúthálózatává fejlődött. 2013-ra a rendszer 11  028 km működő pályával rendelkezett, ami akkoriban a világ összes pályájának mintegy felét tette ki. 2018 végére a kínai nagysebességű vasútvonal teljes hossza több mint 29 000 kilométerre nőtt, 2025 közepére pedig elérte a 48 000 km-et. 2017-ben több mint 1 713 milliárd utazást tettek meg, ami Kína teljes vasúti személyszállításának több mint a fele, így a világ legforgalmasabb hálózata.
A nagysebességű vasút állami tervezése az 1990-es évek elején kezdődött, és az ország első nagysebességű vasútvonala, a Csinhuangtao–Senjang nagysebességű vasútvonal 1999-ben épült meg, és 2003-ban nyitotta meg kereskedelmi üzemét. Ez a vonal akár 200 km/h sebességgel közlekedő kereskedelmi vonatokat is képes volt fogadni. A tervezők figyelembe vették a német Transrapid mágnesvasút technológiáját is, és megépítették a mágnesvasutat, amely egy 30,5 km-es pályán közlekedik, összekötve Pudongot, a város pénzügyi negyedét és a nemzetközi repülőteret. A mágnesvasút 2004-ben kezdte meg működését, a vonatok végsebessége 431 km/h, és továbbra is a világ leggyorsabb nagysebességű járata. A maglev azonban nem került országos bevezetésre, és minden későbbi bővítésnél a nagysebességű vasút hagyományos pályákon közlekedik.
Az 1990-es években Kína hazai vonatgyártó ipara egy sor nagysebességű vonat prototípusát tervezte és gyártotta, de csak keveset használtak kereskedelmi forgalomban, és egyiket sem gyártották sorozatban. A Kínai Vasúti Minisztérium (MOR) ezután gondoskodott külföldi nagysebességű vonatok vásárlásáról francia, német és japán gyártóktól, valamint bizonyos technológiaátadásokról és a hazai vonatgyártókkal való közös vállalkozásokról. 2007-ben a MOR bevezette a China Railways High-speed (CRH) szolgáltatást, más néven "Harmony Trains", a német Siemens Velaro nagysebességű vonatának egy változatát.
2008-ban nagysebességű vonatok kezdtek közlekedni 350 km/h végsebességgel a Peking-Tiencsin intercity vasútvonalon, amely a 2008-as pekingi nyári olimpiai játékok idején nyílt meg. A következő évben az újonnan megnyitott Vuhan-Kanton nagysebességű vasútvonalon közlekedő vonatok világrekordot állítottak fel a teljes út átlagsebességében, 312,5 km/h sebességgel 968 kilométeren.
A nagysebességű vonatok 2011. július 23-án Csöcsiang tartományban történt ütközése 40 halálos áldozatot követelt és 195 sérültet, ami aggodalmat keltett az üzembiztonsággal kapcsolatban. A hitelválság még abban az évben lelassította az új vonalak építését. 2011 júliusában a vonatok legnagyobb sebességét 300 km/h-ra csökkentették. 2012-re azonban a nagysebességű vasút fellendülése új vonalakkal és új gördülőállományokkal újult meg, amelyeket a külföldi technológiát honosított hazai gyártók készítettek. 2012. december 26-án Kína megnyitotta a Peking-Guangcsou-Szencsen-Hongkong nagysebességű vasútvonalat, a világ leghosszabb nagysebességű vasútvonalát, amely 2208 km-t tesz meg a Peking Nyugati pályaudvartól Sencsen Északi pályaudvarig. A hálózat 2015-ig a 4+4 nemzeti nagysebességű vasúthálózat létrehozását tűzte ki célul, és a 2016 júliusában bejelentett 8+8 nemzeti nagysebességű vasúthálózat gyors bővítése folytatódik. 2017-ben újraindultak a 350 km/h-s járatok a Peking–Sanghaj nagysebességű vasútvonalon, ismét felfrissítve az átlagsebesség világrekordját, a Peking déli része és Nanjing déli része között közlekedő kiválasztott járatok 317,7 km/h átlagsebességet értek el.

#### A Dél-koreai KTX
Dél-Koreában a Korea Train Express (KTX) 2004. április 1-jén indította el a francia (TGV) technológiát alkalmazó járatait a Szöul-Puszan folyosón, Korea legforgalmasabb közlekedési folyosóján, a két legnagyobb város között. 1982-ben a vonalon élt Dél-Korea lakosságának 65,8%-a, 1995-re ez a szám 73,3%-ra nőtt. Itt zajlott korea vasúti teherforgalmának 70%-a és az utasforgalom 66%-a. Mivel a Gyeongbu gyorsforgalmi út és a Korail Gyeongbu vonal is túlterhelt volt az 1970-es évek végétől, a kormányzat úgy látta, hogy sürgősen szükség van egy másik közlekedési formára.
A Szöul és Puszan közötti nagysebességű vonal építése 1992-ben kezdődött, az első kereskedelmi forgalom 2004-ben indult. A menetrend szerint közlekedő vonatok végsebessége jelenleg 305 km/h (190 mph), bár az infrastruktúrát 350 km/h (220 mph) sebességre tervezték. A kezdeti gördülőállomány az Alstom TGV Réseau típusán alapult, és részben Koreában épült. A hazai fejlesztésű HSR-350x, amely a teszteken 352,4 km/h (219,0 mph) sebességet ért el, eredményezte a nagysebességű vonatok második típusát, a KTX Sancheon-t, amelyet jelenleg a Korail üzemeltet. A következő generációs KTX vonat, a HEMU-430X 2013-ban 421,4 km/h (261,8 mph) sebességet ért el, amivel Dél-Korea Franciaország, Japán és Kína után a világ negyedik országa lett, amely 420 km/h (260 mph) feletti, hagyományos sínen közlekedő nagysebességű vonatot fejlesztett ki.

#### Tajvani NSV
Tajvan első és egyetlen nagysebességű vasútvonala 2007. január 5-én nyitotta meg kapuit japán vonatokkal, amelyek 300 km/h (190 mph) végsebességgel közlekednek. A szolgáltatás 345 km-t tesz meg Nangang és Zuoying között mindössze 105 perc alatt. Bár csak egy vonalat tartalmaz, útvonala lefedi Nyugat-Tajvant, ahol Tajvan lakosságának több mint 90%-a lakik; mind a négy nagyobb tajvani metropoliszt: Tajpej, Taichung, Kaohsziung, Tainan és Tajvan technológiai magja, Hszincsu város is csatlakozik. Miután a THSR megkezdte működését, szinte az összes utas átállt a párhuzamos útvonalakon közlekedő légitársaságokról a vasútra, miközben a közúti forgalom is csökkent.

### Közel-Kelet és Közép-Ázsia

#### Törökország
2009-ben Törökország nagysebességű járatot indított Ankara és Eskișehir között. Ezt követte egy Ankara - Konya útvonal, és az eszkișehiri vonalat meghosszabbították Isztambul ázsiai részéig.

#### Üzbegisztán
Üzbegisztán elindította az Afrosiyob szolgáltatást Taskent és Szamarkand közötti 344 km-es útvonalon 2011-ben, amelyet 2013-ban korszerűsítettek, így az átlagos üzemi sebesség 160 km/h-ra, és a csúcssebesség 250 km/h-ra növekedett. A Talgo 250-es járatot 2015 augusztusától Karshiig meghosszabbították, ahol a vonat a 450 km-es utat 3 óra alatt teszi meg. 2016 augusztusától a vonatjáratot meghosszabbították Buhara-ig, és az útvonal 600 km-re növekedett. Az utazási idő a korábbi 7 óráról 3 óra 20 percre csökkent.

#### Egyiptom
Egyiptomban jelenleg nincs működő nagysebességű vasútvonal. 2022-ben azonban három vonal tervét jelentették be, amelyekkel a Nílus völgyét, a Földközi-tenger partvidékét és a Vörös-tengert kívánják összekötni. Legalább két vonalon már megkezdődött az építkezés.

#### Szaúd-Arábia

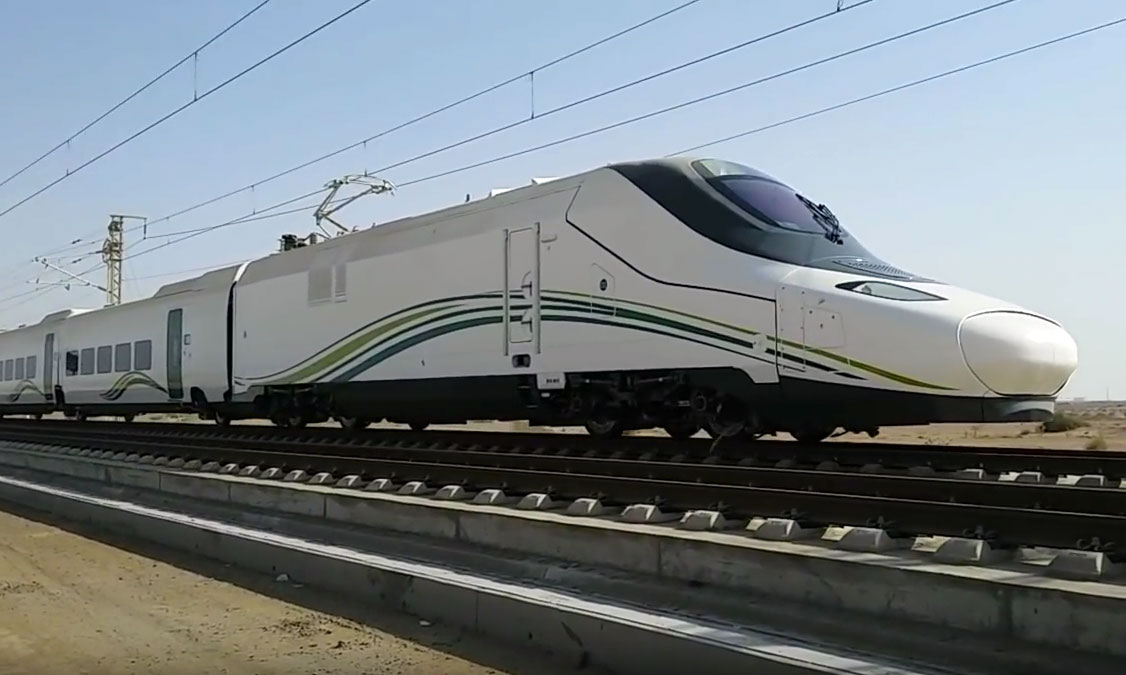
Szaúd-Arábia nagysebességű motorvonata

A Haramain HSR egy nagysebességű vasútvonal Szaúd-Arábiában, mely Mekkát és Medinát köti össze a Dzsidda nemzetközi reptérrel, mely egyben a régió legnagyobb városa. A nagy forgalmat nem az érintett városok lakói generálják, hanem az évi több tízmillió zarándok. A ramadán idején egyszerre akár kétmillió vendéget is fogad a régió. Az építkezés 2009 márciusában kezdődött és 2018 szeptemberében fejeződött be.

## Hálózat

### Technológia

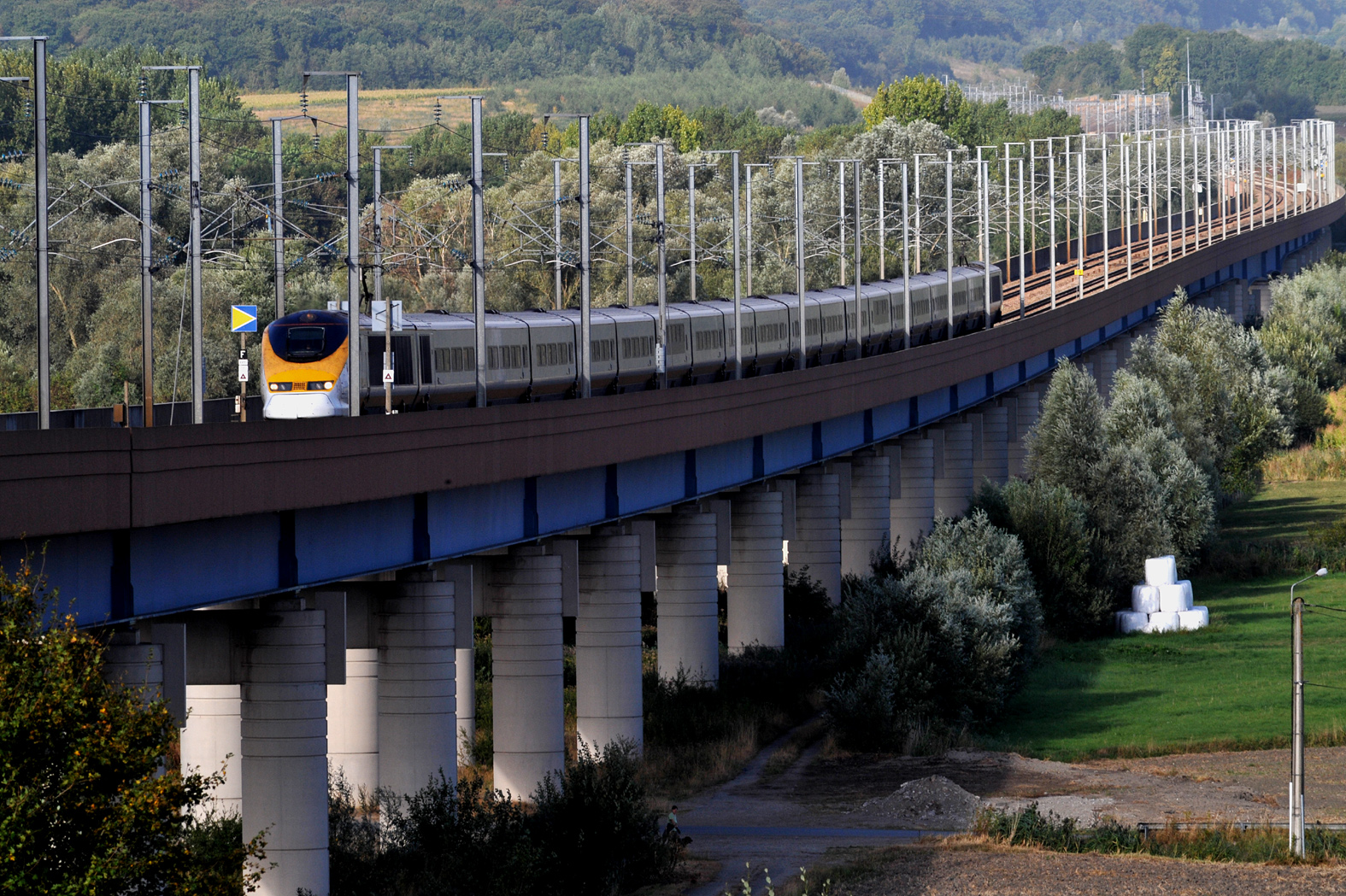
Nagysebességű vonal egy viadukton, hogy elkerülje a lejtőket és emelkedőket és az utak szintbeli keresztezését, a British Rail 373 sorozatú Eurostar motorvonata még a régi festésben

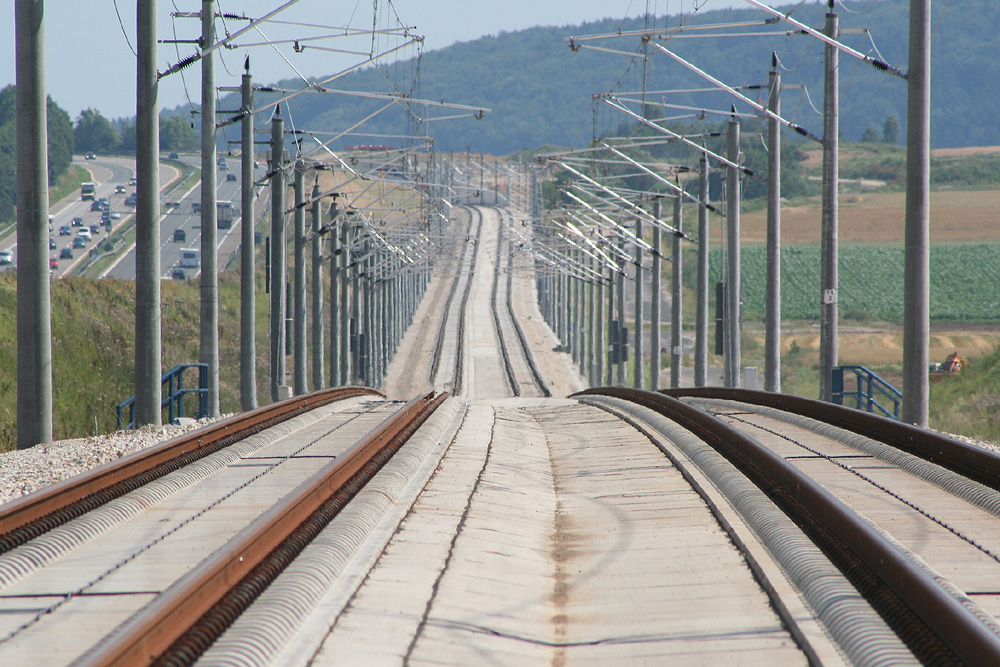
Egy német nagysebességű vasútvonal betonlemezes felépítménnyel

A folyamatos hegesztett sínt általában a pálya rezgéseinek és az elhajlásnak a csökkentésére használják. Majdnem minden nagysebességű vonalon a villamos hajtás felsővezetéken keresztül történik, a vezetőfülkében van jelzőberendezés, és fejlett kitérőket használnak.

#### Közúti-vasúti párhuzamos elrendezés

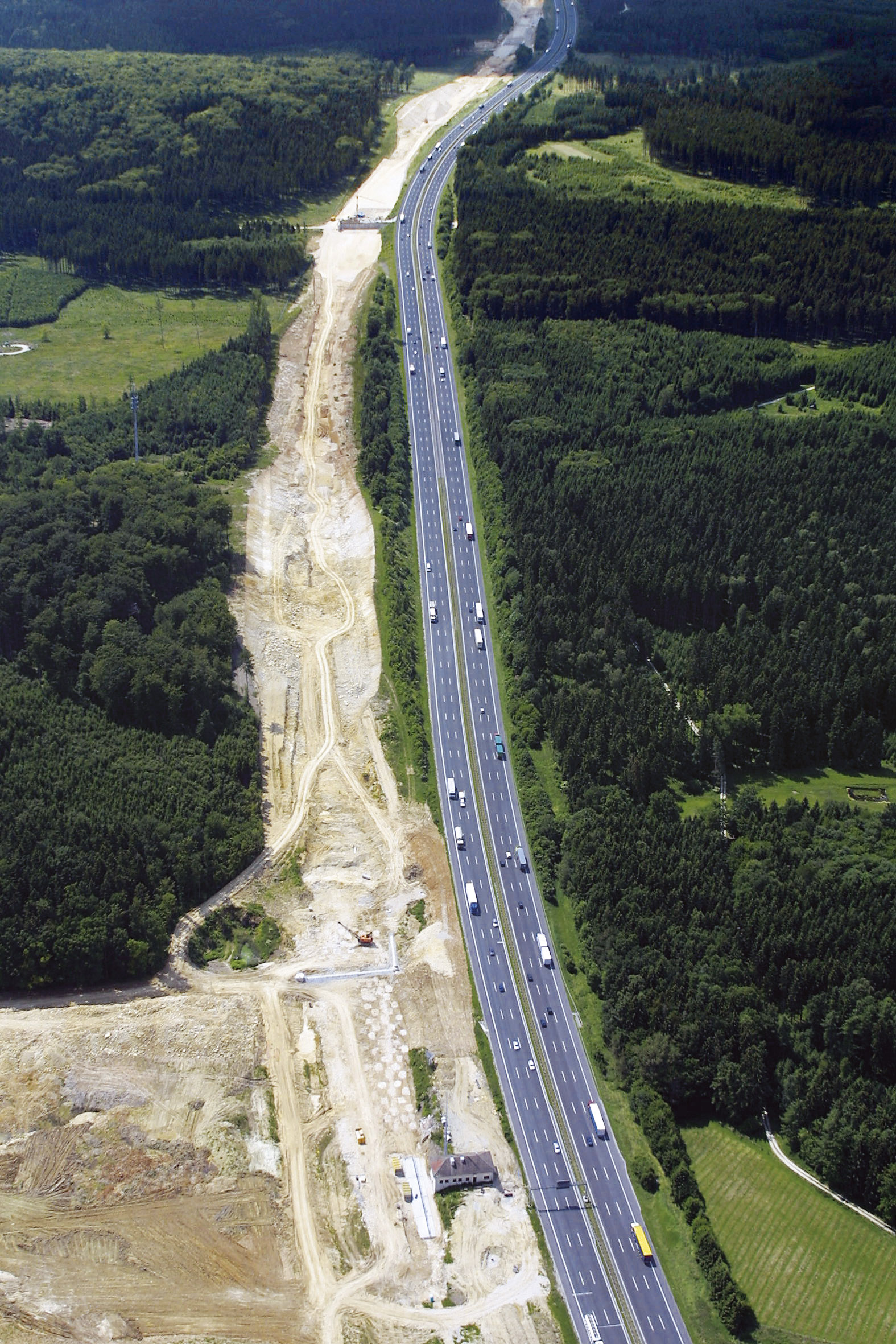
Egy autópálya mentén épülő német nagysebességű vasútvonal

A közúti-vasúti párhuzamos elrendezés az autópályák melletti területeket használja vasútvonalak számára. Ilyen például a Párizs-Lyon és a Köln-Frankfurt, ahol a pálya 15%-a, illetve 70%-a autópályák mellett halad.

#### Pályamegosztás
Kínában a 200 és 250 km/h közötti sebességű nagysebességű vonalakon teher- és személyszállítást is végezhetnek, míg a 300 km/h feletti sebességű vonalakon csak a CRH/CR személyvonatok közlekednek.
Az Egyesült Királyságban a HS1-et a Southeastern által legfeljebb 225 km/h sebességgel közlekedő regionális vonatok, valamint alkalmanként Közép-Európába közlekedő tehervonatok is használják.
Németországban egyes vonalakon nappal InterCity és regionális vonatok, éjszaka pedig tehervonatok közlekednek.
Franciaországban egyes vonalakat 200 km/h sebességgel közlekedő regionális vonatokkal osztanak meg, például a TER Nantes-Laval vonalon.

### Építési költségek
A spanyolországi kilométerenkénti költséget 9 millió euró (Madrid-Andalúzia) és 22 millió euró (Madrid-Valladolid) közé becsülték. Olaszországban a költség 24 millió euró (Róma-Nápoly) és 68 millió euró (Bologna-Firenze) között volt. A 2010-es években Franciaországban a kilométerenkénti költségek 18 millió euró (BLP Bretagne) és 26 millió euró (Sud Europe Atlantique) között mozogtak. 2019-ben a Világbank becslése szerint a kínai HSR-hálózat kilométerenként átlagosan 17-21 millió dollárba került, ami harmadával kevesebb, mint a többi országban.
A brit High Speed 2 vonal - amely jelenleg építés alatt áll - 309 millió angol font/kilométer árával 2020-tól a világ legdrágább nagysebességű vasútvonala.

## Nagysebességű teherszállító vasút
Minden nagysebességű vonatot kizárólag utasok szállítására terveztek. A világon nagyon kevés nagysebességű teherszállító járat létezik; ezek mind olyan vonatokat használnak, amelyeket eredetileg utasok szállítására terveztek.
A Tókaidó Sinkanszen tervezése során a Japán Nemzeti Vasutak teherszállítási szolgáltatásokat is terveztek az útvonal mentén. Ezt a tervet később elvetették.
A francia TGV La Poste sokáig az egyetlen nagyon nagy sebességű vonat volt, amely 1984 és 2015 között 270 km/h maximális végsebességgel szállította a postai küldeményeket Franciaországban a La Poste számára. A szerelvények vagy kifejezetten erre a célra átalakított és épített, vagy átalakított, korábban személyszállító TGV Sud-Est szerelvények voltak.
Olaszországban a Mercitalia Fast a Mercitalia által 2018 októberében indított nagysebességű teherszállítási szolgáltatás. Átalakított ETR 500 sorozatú személyszállító motorvonatokkal szállít árut 180 km/h átlagsebességgel, először Caserta és Bologna között, és tervezik a hálózat kiterjesztését egész Olaszországra.
Egyes országokban a nagysebességű vasútvonalat futárszolgálatokkal integrálják, hogy gyors, háztól házig tartó, helyközi szállítást biztosítsanak. A Kínai Vasút például az SF Express-szel kötött partnerséget a nagysebességű teherszállítások érdekében, a Deutsche Bahn pedig expressz szállításokat kínál Németországon belül, valamint az ICE-hálózaton keresztül az országon kívüli néhány nagyvárosba, amelyek ahelyett, hogy külön tehervonatokat használnának, a személyszállító vonatok csomagtartóit és egyéb kihasználatlan helyeit használják.

## Összehasonlítás más közlekedési módokkal

### Optimális távolság
Bár a kereskedelmi nagysebességű vonatok maximális sebessége alacsonyabb, mint a sugárhajtású repülőgépeké, rövid távolságokon rövidebb teljes utazási időt kínálnak, mint a légi közlekedés. Jellemzően a városközpontok vasútállomásait kötik össze egymással, míg a légi közlekedés a városközpontoktól jellemzően távolabb fekvő repülőtereket köti össze.
A nagysebességű vasút (NSV) leginkább az 1 és 4 és fél óra közötti (kb. 150–900 km közötti) utazásokhoz alkalmas, amelyeknél a vonat képes megelőzni a légi és az autós utazási időt. 700 km alatti utazásoknál a repülőtéri utasfelvétel és a repülőtéri biztonsági ellenőrzés, valamint a repülőtérre és visszaút folyamata miatt a légi utazás teljes ideje megegyezik az NSV-ével vagy lassabb annál. 4 és fél óra alatti utazásoknál az európai hatóságok az NSV-t a légi személyszállítással versenyképesnek tekintik.
Az NSV a Párizs-Lyon, Párizs-Brüsszel, Köln-Frankfurt, Madrid-Barcelona, Nápoly-Róma-Milánó, Nanking-Vuhan, Chongqing-Csengdu,  Tokió-Nagoja, Tokió-Szendai és Tokió-Niigata közötti légi közlekedés nagy részét megszüntette. A China Southern Airlines, Kína legnagyobb légitársasága arra számít, hogy a kínai nagysebességű vasúthálózat kiépítése az elkövetkező években (a megnövekedett verseny és a csökkenő bevételek révén) útvonalhálózatának 25%-át érinti.

### Piaci részesedések
Az európai adatok azt mutatják, hogy a légi közlekedés érzékenyebben reagál az NSV által támasztott versenyre, mint a közúti közlekedés (személygépkocsi és autóbusz), legalábbis a 400 km-es vagy annál hosszabb utak esetében. Az LGV Sud-Est közel négyről körülbelül két órára csökkentette a Párizs-Lyon közötti utazási időt. A piaci részesedés 40-ről 72%-ra nőtt. A légi és közúti piaci részesedések 31-ről 7%-ra, illetve 29-ről 21%-ra csökkentek. A Madrid-Sevilla összeköttetésen az AVE kapcsolat 16-ról 52%-ra növelte a részesedést; a légi forgalom 40-ről 13%-ra, a közúti forgalom 44-ről 36%-ra zsugorodott, így a vasúti piac a vasúti és légi forgalom együttes 80%-át tette ki. 2009-ben ez az arány 89%-ra nőtt a spanyol RENFE vasúttársaság szerint. This figure increased to 89% in 2009, according to Spanish rail operator RENFE.
Peter Jorritsma szerint a vasút s piaci részesedése a repülőgépekkel szemben a t percben kifejezett utazási idő függvényében megközelítőleg kiszámítható a logisztikus képlettel.
{\displaystyle s={1 \over 0.031\times 1.016^{t}+1}}
E képlet szerint a három órás menetidő 65%-os piaci részesedést eredményez, nem számítva a jegyek árkülönbségét.
Japánban a nagysebességű vasút piaci részesedése egy úgynevezett "4 órás fal": Ha a nagysebességű vasút utazási ideje meghaladja a 4 órát, akkor az emberek valószínűleg a repülőgépet választják a nagysebességű vasút helyett. Például Tokió és Oszaka között, amely 2 óra 22 perces út a Sinkanszennel, a nagysebességű vasút piaci részesedése 85%, míg a repülőé 15%. Tokió és Hirosima között, amely 3 óra 44 perces út a Sinkanszennel, a nagysebességű vasút piaci részesedése 67%, míg a repülőé 33%. A Tokió és Fukuoka közötti útvonalon fordított a helyzet, ahol a nagysebességű vasút 4 óra 47 percet vesz igénybe, és a vasút piaci részesedése mindössze 10%, a repülőgépeké pedig 90%.
Tajvanon a China Airlines a tajvani nagysebességű vasút üzembe helyezését követő egy éven belül megszüntette az összes Taichung nemzetközi repülőtérre közlekedő járatát. A nagysebességű vasút 2007-es befejezése drasztikusan kevesebb járatot eredményezett a sziget nyugati partján, 2012-ben pedig teljesen megszűntek a Tajpej és Kaohsziung közötti járatok.

### Energiahatékonyság
A vasúton való utazás versenyképesebb a nagyobb népsűrűségű területeken vagy ott, ahol a benzin drága, mivel a hagyományos vonatok - a tömegközlekedés más formáihoz hasonlóan - nagy utasforgalom esetén üzemanyag-takarékosabbak, mint az autók. Nagyon kevés nagysebességű vonat fogyaszt dízelüzemanyagot vagy más fosszilis tüzelőanyagot, de a villamos vonatokat villamos energiával ellátó erőművek fosszilis tüzelőanyagokat fogyaszthatnak. Japánban (a fukusimai atomkatasztrófa előtt) és Franciaországban, ahol igen kiterjedt nagysebességű vasúthálózat van, a villamos energia nagy része atomenergiából származik. Az Eurostaron, amely elsősorban a francia hálózatról működik, a Londonból Párizsba tartó vonattal történő utazás során a vonattal történő utazás kibocsátása 90%-kal alacsonyabb, mint a repülővel történő utazásé. Németországban 2017-ben az összes villamos energia 38,5%-át megújuló forrásokból állították elő, azonban a vasút saját, az általános hálózattól részben független, részben külön erőművekre támaszkodó hálózaton működik. A nagysebességű vonatok még szénből vagy olajból előállított villamos energiát használva is lényegesen üzemanyag-hatékonyabbak utasonként és megtett kilométerenként, mint a tipikus személygépkocsik, mivel a generátorok technológiájában és magukban a vonatokban méretgazdaságossági előnyök jelentkeznek, valamint azonos sebesség mellett alacsonyabb a légellenállás és a gördülési ellenállás.

### Személygépkocsik és autóbuszok
A nagysebességű vasút több utast képes szállítani sokkal nagyobb sebességgel, mint a személygépkocsik. Általában minél hosszabb az út, annál nagyobb a vasút időelőnye a közúttal szemben, ha ugyanarra a célállomásra megyünk. A nagysebességű vasút azonban rövidebb, 0-150 kilométeres távolságokon, például ingázás esetén is versenyképes lehet az autóval szemben, különösen akkor, ha az autóval közlekedők az utakon torlódásokat vagy drága parkolási díjakat tapasztalnak. Norvégiában a Gardermoen-vasútvonalnak köszönhetően a vasút piaci részesedése 2014-ben 51%-ra emelkedett az Oslóból a repülőtérre (42 km) utazók körében, szemben a buszok 17%-ával és a személyautók és taxik 28%-ával. Az ilyen rövid vonalakon - különösen az egymáshoz közeli állomásokat érintő járatok esetében - a vonatok gyorsulási képessége fontosabb lehet, mint a maximális sebességük.
Ráadásul a tipikus személyszállító vasútvonalakon óránként és méter szélességenként 2,83-szor annyi utast szállítanak, mint a közutakon. Tipikus kapacitása például az Eurostarnak, amely óránként 12 vonatot és vonatonként 800 utast, összesen 9600 utas befogadására nyújt kapacitást irányonként. Ezzel szemben a Highway Capacity Manual sávonként óránként 2250 személygépkocsi maximális kapacitását adja meg, más járművek nélkül, 1,57 fős átlagos járműfoglaltságot feltételezve. Egy szabványos kétvágányú vasút tipikus kapacitása 13%-kal nagyobb, mint egy 6 sávos autópályáé (3 sáv mindkét irányban), miközben a területnek csak 40%-át igényli (1.0/3,0 szemben a 2,5/7,5 hektár/kilométer közvetlen/közvetlen földhasználattal) A japán Tókaido Sinkanszen vonal, sokkal magasabb arányt mutat (akár 20 000 utas/óra/irány). Hasonlóképpen, az ingázó utak általában kevesebb, mint 1,57 személyt szállítanak járművenként (Washington állam közlekedési minisztériuma például 1,2 személyt állapított meg járművenként) az ingázási időkben.

### Légi közlekedés

#### Az NSV előnyei
- Kevesebb beszállási infrastruktúra: Bár a légi közlekedés nagyobb sebességgel halad, mint a nagysebességű vasút, a célállomásig tartó teljes időt megnövelheti a távolabbi repülőterekre való utazás, a check-in, a poggyászkezelés, a biztonsági ellenőrzés és a beszállás, ami szintén növelheti a légi közlekedés költségeit.[87]
- Rövid távú előnyök: Hasonlóképpen, a légi közlekedésnek nagyobb távolságokra van szüksége ahhoz, hogy a sebességelőnye a feldolgozási idő és a repülőtérre történő átszállás figyelembevétele után is előnyös legyen.[88] A vonatoknak előnye a rövid és közepes távolságok esetében van, mivel a vasútállomások általában közelebb vannak a városközpontokhoz, mint a repülőterek.
- Városközpontok: Különösen a sűrű városközpontok esetében a rövid távú légi közlekedés nem ideális e területek kiszolgálására, mivel a repülőterek általában messze vannak a várostól, a földterület szűkössége, a rövid kifutópálya korlátai, az épületek magassága, valamint a légtérrel kapcsolatos problémák miatt.
- Időjárás: A vasúti közlekedés kevésbé függ az időjárástól, mint a légi közlekedés. Egy jól megtervezett és működtetett vasúti rendszert csak súlyos időjárási körülmények, például a hótorlaszok, a sűrű köd és az erős szélviharok befolyásolhatnak. A repülőjáratok gyakran a járatok törlésével vagy késésekkel szembesülnek kevésbé súlyos körülmények között is.
- Kényelem: A nagysebességű vonatoknak kényelmi előnyei is vannak, mivel a vonat utasai az utazás bármely időszakában szabadon mozoghatnak a vonaton.[89] A légitársaságok bonyolult számításokkal próbálják minimalizálni a súlyt, hogy üzemanyagot takarítsanak meg, vagy hogy bizonyos kifutópályahosszon fel lehessen szállni, a vasúti ülésekre kevésbé vonatkoznak súlykorlátozások, mint a repülőgépek üléseire, és így nagyobb lehet a párnázás és a lábtér. Az olyan technológiai fejlesztések, mint a folyamatosan hegesztett sín, minimalizálták a lassabb vasútvonalakon tapasztalható vibrációt („kattogást”), míg a légi közlekedést kedvezőtlen szélviszonyok esetén a turbulencia továbbra is befolyásolja. A vonatok a repülőgépeknél alacsonyabb idő- és energiaköltséggel képesek közbenső megállókat is beiktatni, bár ez kevésbé vonatkozik az NSV-re, mint a lassabb hagyományos vonatokra.
- Késések: A különösen forgalmas légi útvonalakon - amelyeken az NSV történelmileg a legsikeresebb - a vonatok kevésbé hajlamosak a repülőterek, illetve Kína esetében a légtér zsúfoltsága miatti késésekre. Egy néhány percet késő vonatnak nem kell várnia arra, hogy egy másik résidő felszabaduljon, ellentétben a repülőgépekkel a zsúfolt repülőtereken. Továbbá sok légitársaság úgy látja, hogy a rövid távú járatok egyre kevésbé gazdaságosak, és egyes országokban a légitársaságok a rövid távú járatok helyett a nagysebességű vasútra támaszkodnak az átszállásoknál.[90]
- Jégtelenítés: Az NSV-nek nem kell időt töltenie jégtelenítéssel, mint a repülőgépeknek, ami időigényes, de kritikus művelet; ez csorbíthatja a légitársaságok nyereségességét, mivel a repülőgépek a földön maradnak, és óránként fizetnek repülőtéri díjakat, valamint parkolóhelyet foglalnak és hozzájárulnak a torlódásokhoz.[91]
- Nappali forróság: Néhány légitársaság törölte vagy áthelyezte járatait éjszakai felszállási időszakra a nappali forróság és a magas hőmérséklet miatt. Ilyen volt például a Hainan Airlines 2017-ben Las Vegasban, amely a hosszú távú járatainak felszállási időpontját éjfél utánra helyezte át. Hasonlóképpen, a Norwegian a hőség miatt törölte az összes Európába tartó járatát a nyár folyamán.[92] A nagysebességű vasút kiegészítheti a repülőtéri működést a forró órákban, amikor a felszállások gazdaságtalanná vagy más módon problémássá válnak.
- Zaj és szennyezés: A nagy repülőterek nagy környezetszennyezők, a Los Angeles-i nemzetközi repülőtértől lefelé a részecskeszennyezés megduplázódik, még a Port of LA/Long Beach-i hajózást és a nagy autópálya-forgalmat is figyelembe véve.[93] A vonatok megújuló energiával működhetnek, és a villamos vonatok a kritikus városi területeken semmiképpen sem okoznak helyi szennyezést. A repülőgépek zaja szintén problémát jelent a lakosok számára.
- Több megálló kiszolgálásának képessége: Egy repülőgép jelentős időt tölt rakomány és/vagy utasok be- és kirakodásával, valamint leszállással, gurulással és újbóli indulással. A vonatok csak néhány percet töltenek megállással a közbenső állomásokon, ami gyakran kis költséggel jelentősen javítja az üzleti mérleget.
- Energia: A nagysebességű vonatok a kínált utasférőhelyenként üzemanyag-hatékonyabbak, mint a repülőgépek. Ráadásul általában elektromos árammal működnek, amely a kerozinnál szélesebb körű forrásokból állítható elő.

#### Hátrányok
- Az NSV rendszerint a földterület megvásárlását igényli. Például a kaliforniai Fresnóban emiatt jogi papírmunkába keveredett.[94]
- Az NSV a talajsüllyedés veszélyének van kitéve. A drága javítások a költségeket az egekbe emelték Tajvanon.[95]
- Az NSV költséges lehet a hegyvidéki terepen szükséges alagútépítés, valamint a földrengés- és egyéb biztonsági rendszerek miatt.[96]
- A hegyvonulatok vagy nagy víztömegek NSV-vel történő átszelése drága alagutakat és hidakat igényel, vagy pedig lassabb útvonalakat és vasúti kompokat, és a NSV nem képes átkelni az óceánokon. A légi útvonalakat nagyrészt nem befolyásolja a földrajz.
- A légitársaságok a kereslet és a nyereségesség miatt gyakran és agresszívan vesznek fel és hagynak el útvonalakat - 2016-ban több mint 3000 új útvonalat hoztak létre. Az NSV-vonalakon lehet járatokat felvenni vagy megszüntetni, de maga a vasútvonal jelentős, változtathatatlan költséget jelent, és nem lehet olyan könnyen módosítani a változó piaci feltételekhez igazodva. Az utasok számára azonban ez előnyt jelenthet, mivel a vasút esetében kevésbé valószínű, hogy a szolgáltatásokat megszüntetik.
- A városok nem mindig egyenes vonalban fekszenek, így minden útvonalvezetés tartalmaz íveket és kanyarokat, amelyek jelentősen megnövelhetik az utazás hosszát és időtartamát. Ez a pontról pontra közlekedő tranzitjáratokhoz képest nem hatékony.
- A vasút biztonságot és együttműködést igényel az összes érintett földrajzi terület és kormányzat részéről. Politikai kérdések miatt az útvonalak életképtelenné válhatnak, míg egy repülőgép viszonylag könnyen átrepülhet politikailag érzékeny területek felett és/vagy átirányítható.

#### Szennyezés
A nagysebességű vasút általában elektromos áramot használ, ezért energiaforrásai lehetnek távoli vagy megújuló energiaforrások. Ez előny a légi közlekedéssel szemben, amely jelenleg fosszilis tüzelőanyagokat használ, és jelentős szennyezési forrást jelent. A forgalmas repülőterekre, például a Los Angeles-i nemzetközi repülőtérre vonatkozó tanulmányok kimutatták, hogy egy körülbelül 60 négyzetkilométeres területen, a repülőtér szél felőli részén, ahol több százezer ember él vagy dolgozik, a részecskeszám-koncentráció legalább kétszerese volt a közeli városi területekének, ami azt mutatja, hogy a repülőgépek szennyezése messze meghaladja a közúti szennyezést, még a nagy autópálya-forgalomból eredő szennyezést is.

#### Fák
A repülőgépek és a leszállópályák megkövetelik a környező facsoportok kivágását, mivel azok nehezítik a fel- és leszállást, baleset esetén kigyulladhatnak és nehezítik a mentést. A Seattle-Tacoma nemzetközi repülőtéren mintegy 3000 fát vágtak ki akadályoztatási problémák miatt. Másrészt a vasútvonalak melletti fák gyakran válhatnak veszélyessé a téli viharok idején. Több német sajtóorgánum a fák kivágását követelte a 2017-es őszi viharok után.

### Biztonság
Az NSV-t sokkal egyszerűbb ellenőrizni, mivel az útvonala kiszámítható. A nagysebességű vasúti rendszerek csökkentik (de nem szüntetik meg) a személygépkocsikkal vagy emberekkel való ütközéseket, mivel zárt vonalvezetésű pályát használnak, és nincsenek szintbeli kereszteződések. A mai napig két halálos kimenetelű baleset történt, amelyben nagysebességű vonat részt vett nagysebességű, kereskedelmi forgalomban lévő pályán, az 1998-as eschedei vonatszerencsétlenség és a 2011-es 2011-es vencsoui vonatbaleset volt (amelynél a sebesség nem volt befolyásoló tényező).

## Balesetek
Általánosságban elmondható, hogy a nagysebességű vasúton történő utazás figyelemre méltóan biztonságos. Az első nagysebességű vasúthálózat, a japán Sinkanszen 1964-es üzembe helyezése óta nem történt egyetlen halálos áldozatot követelő utasbaleset sem.
A nagysebességű vonatokat érintő jelentősebb balesetek közé tartoznak a következők:

### 2013 Santiago de Compostela baleset
A Santiago de Compostela-i vasúti baleset 2013. július 24-én történt Spanyolországban, amikor a Madridból Ferrolba tartó RENFE 730 sorozatú Alvia gyorsvonat az Olmedo-Zamora–Galicia nagysebességű vasútvonalon, három kilométerre a Santiago de Compostela-i állomástól egy ívben kisiklott. A vonaton 218 utas és négy főnyi személyzet utazott. A balesetben 79-en meghaltak, és több mint százan megsérültek.

### 2015-ös eckwersheimi baleset
2015. november 14-én egy speciális TGV EuroDuplex a franciaországi LGV Est nagysebességű vasútvonal még meg nem nyitott második szakaszán végzett üzembe helyezési teszteket, amikor egy ívbe hajtott, felborult és a Marne-Rajna csatorna felett átívelő híd korlátjának ütközött. A hátsó motorkocsi a csatornában, míg a vonat többi része az északi és a déli vágányok közötti füves középső részen állt meg. A vonaton körülbelül 50 ember tartózkodott, akik az SNCF szakemberei és állítólag néhány illetéktelen vendég volt. Tizenegyen meghaltak és 37-en megsérültek. A vonat 10 százalékkal a vonalra tervezett sebességhatár felett végzett teszteket, és a 352 km/h-ról 176 km/h-ra kellett volna lassítania az ívbe való belépés előtt. A hatóságok jelezték, hogy a túlzott sebesség okozhatta a balesetet. A tesztek során kikapcsoltak néhány biztonsági funkciót, amelyek általában megakadályozzák az ehhez hasonló baleseteket.

### 2018-as ankarai vonatütközés
2018. december 13-án egy nagysebességű személyvonat és egy mozdony ütközött össze a törökországi Ankara tartományban lévő Yenimahalle közelében. Az ütközés során a személyvonat három kocsija (kocsi/vagon) kisiklott. Három mozdonyvezető és öt utas a helyszínen meghalt, 84 ember pedig megsérült. Egy másik sérült utas később meghalt, 34 utast, köztük kettőt kritikus állapotban, több kórházban kezeltek.

## Utazási arány
A nagysebességű vasút utasainak száma 2000 óta gyorsan növekszik. Az évszázad elején a legnagyobb arányban a japán Sinkanszen hálózaton utaztak. A Sinkanszen 2000-ben a világ addigi összesített utasforgalmának mintegy 85%-át adta. Ezt fokozatosan felülmúlta a kínai nagysebességű vasúthálózat, amely a kezdetek óta a globális utasszám-növekedés legnagyobb hozzájárulója. 2018-tól a kínai nagysebességű vasúthálózat éves utasforgalma több mint ötször nagyobb, mint a Sinkanszené.
| Év   | A világ éves NSV forgalma | A világ éves légiforgalma |
| ---- | ------------------------- | ------------------------- |
| 2000 | 435                       | 1674                      |
| 2005 | 559                       | 1970                      |
| 2010 | 895                       | 2628                      |
| 2012 | 1,185                     | 2894                      |
| 2014 | 1,470                     | 3218                      |
| 2016 | ~2070 (becslés)           | 3650                      |
| 2017 | x                         | 4030                      |
| 2018 | x                         | 4290                      |
| 2019 | 3291,1                    | 4,460                     |
| 2020 | x                         | 1770                      |
| 2021 | x                         | 2280                      |

## Rekordok
A "maximális sebesség" fogalmát többféleképpen is meghatározzák:
- Az a legnagyobb sebesség, amellyel egy vonat a törvény vagy a szabályzat szerint közlekedhet a napi forgalomban (MOR).
- Az a legnagyobb sebesség, amellyel egy változatlan vonat bizonyítottan képes közlekedni.
- Az a legnagyobb sebesség, amellyel a speciálisan módosított vonat bizonyítottan képes közlekedni.

#### Teljes vasúti rekord
Az előszériás, nem hagyományos személyszállító vonat sebességrekordját egy hét kocsiból álló, L0 sorozatú, emberes mágnesvasút állította fel 603 km/h sebességgel 2015. április 21-én a japán Yamanashi prefektúrában.

#### Hagyományos vasút
Az 1955-ös rekord óta, amikor Franciaország 331 km/h sebességű világrekordot jegyzett, Franciaország szinte folyamatosan tartja az abszolút sebességi világrekordot. A legutóbbi rekordot egy TGV POS szerelvény tartja, amely 2007-ben 574,8 km/h sebességet ért el az újonnan épített LGV Est nagysebességű vonalon. Ez a futás a koncepció és a mérnöki munka bizonyítására szolgált, nem pedig a normál személyszállítás tesztelésére.

#### Maximális sebesség a forgalomban
2022-től a jelenleg kereskedelmi forgalomban lévő leggyorsabb vonatok a következők :
- Sanghaji lebegő mágnesvasút : 431 km/h, Kína;
- CR400AF, CR400BF, CRH2C, CRH3C, CRH380A & AL, CRH380B, BL & CL, CRH380D : 350 km/h, Kína;
- TGV Duplex, TGV Réseau, TGV POS, TGV Euroduplex : 320 km/h, Franciaország;
- Eurostar e320 : 320 km/h, Franciaország és Nagy-Britannia;
- Sinkanszen E5, Sinkanszen E6, Sinkanszen E5: 320 km/h, Japán;
- ICE 3 403, 406, 407 sorozat: 320 km/h, Németország;
- AVE 103: 310 km/h, Spanyolország;
- KTX-I, KTX-II, KTX-III : 305 km/h, Dél-Korea;
- AGV 575, ETR 1000 (Frecciarossa 1000): 300 km/h, Olaszország;
- ETR 500 sorozat: 300 km/h, Olaszország

E vonatok és hálózataik közül sok technikailag képes nagyobb sebességre, de gazdasági és kereskedelmi megfontolásokból (villamosenergia-költség, megnövekedett karbantartási költségek, ebből adódó jegyárak stb.) alacsonyabb sebességekkel közlekednek.

#### Mágneses lebegtetésű vonatok
A sanghaji mágnesvasút napi közlekedése során a 30,5 km-es vonalon 431 km/h sebességet ér el, ezzel tartja a sebességrekordot a kereskedelmi vonatforgalomban.

#### Hagyományos vasút
A leggyorsabban működő hagyományos vonatok az AGV 575 és a Frecciarossa 1000, amelyek maximális kereskedelmi sebessége 360 km/h. Mivel ezek a vonatszerelvények mindketten az olasz nagysebességű hálózaton közlekednek, a kereskedelmi forgalomban a 300 km/h (186 mph) nemzeti pályasebességre vannak korlátozva.
A második leggyorsabban közlekedő hagyományos vonatok a Peking–Sanghaj nagysebességű vasútvonalon közlekedő kínai CR400A és CR400B motorvonatok, miután Kína 2017. szeptember 21-től újraindította a 350 km/h sebességű szolgáltatást egyes járatokon. Kínában 2011 júliusától 2017 szeptemberéig a maximális sebesség hivatalosan 300 km/h volt, de 10 km/h tűréshatár volt elfogadható, és a vonatok gyakran elérték a 310 km/h-t. Ezt megelőzően, 2008 augusztusától 2011 júliusáig a China Railway High-speed vonatok tartották a legmagasabb kereskedelmi üzemelő sebességrekordot 350 km/h-val egyes vonalakon, például a Vuhan–Kanton nagysebességű vasútvonalon. A szolgáltatás sebességét a magas költségek és biztonsági aggályok miatt csökkentették Kínában 2011. július 1-jén 300 km/h-ra. Hat évvel később elkezdték visszaállítani az eredeti nagy sebességet.
További gyors hagyományos vonatok a francia TGV POS, a német ICE 3 és a japán E5 és E6 sorozatú Sinkanszen, amelyek maximális kereskedelmi sebessége 320 km/h, az előbbi kettő néhány francia nagysebességű vonalon, az utóbbi pedig a Tohoku Sinkanszen vonal egy részén.
Spanyolországban a Madrid–Barcelona nagysebességű vasútvonalon a maximális sebesség 310 km/h.

### Szolgáltatási távolság
A China Railway G403/4, G405/6 és D939/40 Peking-Kunming járatai (2653 kilométer, 10 óra 43 perc és 14 óra 54 perc között), amelyek 2016. december 28-án kezdték meg a szolgáltatást, a világ leghosszabb nagysebességű vasúti járatai.

## Meglévő nagysebességű vasúti rendszerek országonként és régiónként
A korai nagysebességű vonalak, amelyeket Franciaországban, Japánban, Olaszországban és Spanyolországban építettek, nagyvárosok között közlekedtek. Franciaországban ez Párizs-Lyon, Japánban Tokió-Ószaka, Olaszországban Róma-Firenze, Spanyolországban Madrid-Sevilla (majd Barcelona) volt. Az európai és kelet-ázsiai országokban a városi metró- és vasúthálózatok sűrű hálózata biztosítja a nagysebességű vasútvonalakkal való összeköttetést.

## Városok közötti hatások
A nagysebességű vasút révén megnőtt a városokon belüli elérhetőség. Lehetővé teszi a városok megújulását, a közeli és távoli városok elérhetőségét és a városok közötti hatékony kapcsolatokat. A jobb városközi kapcsolatok a vállalatoknak nyújtott magas szintű szolgáltatásokhoz, fejlett technológiához és marketinghez vezetnek. Az NSV legfontosabb hatása az elérhetőség növekedése a rövidebb utazási idők miatt. Az NSV-vonalakat hosszú távú útvonalak létrehozására használták fel, amelyek sok esetben az üzleti utazókat szolgálják ki. Voltak azonban rövid távú útvonalak is, amelyek forradalmasították az NSV koncepcióját. Ezek több lehetőséget nyitó, városok közötti ingázási kapcsolatokat hoznak létre. A hosszabb és rövidebb távú vasútvonalak egy országon belüli használata a legjobb esetben is lehetővé teszi a gazdasági fejlődést, kiszélesítve egy nagyvárosi terület munkaerő- és lakáspiacát, és kiterjesztve azt a kisebb városokra.

## Bezárások
A KTX Incheon International Airport to Seoul Line (az Incheon AREX üzemeltette) vonalat 2018-ban bezárták egy sor probléma miatt, beleértve a gyenge utasforgalmat és a pályamegosztást. Az AREX nem nagysebességű vasútként épült, ami a KTX szolgáltatásainak 150 km/h-s felső határát eredményezte a szakaszon, ami elmarad a nagysebességű vasút kritériumaitól.
Kínában számos hagyományos, 200 km/h-ra korszerűsített vonalon a nagysebességű szolgáltatásokat párhuzamos nagysebességű vonalakra helyezték át. Ezeket a gyakran városokon áthaladó és szintbeli kereszteződésekkel rendelkező vonalakat továbbra is használják a helyi vonatok és a tehervonatok. Például a Hankou-Danjiangkou-vasútvonalon közlekedő összes személyszállító villamos motorvonat-járatot átirányították a Vuhan-Shiyan nagysebességű vasútvonalra annak megnyitásakor, hogy kapacitást szabadítsanak fel a tehervonatok számára a lassabb vasútvonalon.
Léteznek olyan nagysebességű vasútvonalak, melyek tervezését/építését elkezdték, de soha nem nyíltak meg.

## Jelentősége
Az elmúlt évben tíz nyugat-európai vasút 65,4 milliárd utaskm  teljesítményt ért el a nagysebességű hálózatukon. Ez az EU személyszállítási teljesítményének 20%-a. A nyugat-európai nagysebességű közlekedés iránti érdeklődést jól mutatja, hogy 1995-2001 között az éves növekedés 12%-ot ért el, és ezzel az említett időszak alatt a nagysebességű közlekedés teljesítménye megduplázódott. A hosszútávú utazásoknak Franciaországban a kétharmadát, Németországban a negyven százalékát a nagysebességű személyszállítás teszi ki.
2017 közepén Európában 11 990 kilométer nagysebességű vasútvonal volt üzemben. Ez a hálózat 2025-re várhatóan 21 095 km hosszúságúra bővül. Ahol lehetőség van a választásra a vasúti vagy a légi közlekedés között, a tapasztalatok szerint a választást az eljutási idő, és a jegy ára határozza meg. Az egyéni, privát utazók esetében a jegy ára a domináns a döntésnél, míg a hivatalos, üzleti utak esetében a legfontosabb az eljutási idő rövidsége. A nagysebességű vasúti közlekedés ott domináns, ahol az utazási idő 2 órán belül van, mint például Párizs-Brüsszel, Párizs-Lyon. Ahol az utazási idő két és fél óra ott a vasútnak 85%-os részesedése van, még abban az esetben is, ha a légi választék, a repülési gyakoriság nagy, mint például Tokió-Oszaka között. Ahol a vasúti eljutási idő eléri a három órát, ott a vasút részesedése 60%.
Sokan felteszik a kérdést: miért nem választják a repülőgépet, hiszen az gyorsabb? A válasz pedig egyszerű.
Például:
- Repülőgéppel:

város - repülőtér (oda - vissza): 2 óra + repülőtér - repülőgép (check in, biztonsági ellenőrzések): 2 óra + várokozás felszállás, illetve leszállás előtt: fél óra + várakozás poggyászra leszállás után: fél óra = összesen 5 óra
- Vonattal:

város - pályaudvar: 25 perc + pályaudvar - vonat: 10 perc = 35 perc x 2 = összesen 70 perc
Látható, hogy a vonat rengeteg időt megtakarít.
Ezenfelül a vonat kevésbé szennyezi a környezetet. Az egyes utazások tekintetében pedig csak töredékük egy repülő üzemeltetési költségének (üzemanyag).

## Jövőbeli nagysebességűvasút-építések
Jelenleg Európában Franciaországban, Spanyolországban, Belgiumban, Olaszországban, Németországban, Ausztriában épül új nagysebességű vasútvonal. Ázsiában Kína és India fejleszti a hálózatát. Dél-Amerikában Brazília és Argentína tervezi, hogy saját nagysebességű vasutat épít.
- Anglia: építés alatt áll az új nagysebességű fővonal London és Birmingham között.
- USA: új hálózat épülhet Kalifornia államban, a California High-Speed Rail, az első szakasz várható átadása 2030.

## Országok hálózatai
Az alábbi táblázat a világ nagyobb nagysebességű vasútüzemeit mutatja be. A világon 2020 elején 58 840 km nagysebességű pálya volt, és további több ezer km állt építés alatt.
| Ország                         | A teljes hálózat hossza (km) | Menetrend szerinti sebesség (km/h)        | Teszt-sebességrekordok (km/h) |
| ------------------------------ | ---------------------------- | ----------------------------------------- | ----------------------------- |
| Ausztria                       | 254                          | 230                                       | 275                           |
| Belgium                        | 209                          | 300, 250                                  | 347                           |
| Kína                           | 48 000                       | 431 maglev 350, 300, 250, 200 hagyományos | 502 maglev 486,1 hagyományos  |
| Finnország                     | 60                           | 220                                       | 255                           |
| Franciaország                  | 2734                         | 320, 300, 280, 210                        | 574                           |
| Németország                    | 1334                         | 300, 280, 250, 230 (hagyományos)          | 550 maglev 406 hagyományos    |
| Olaszország                    | 923                          | 300, 260, 200                             | 368                           |
| Japán                          | 2951,3                       | 300, 275, 260 (hagyományos)               | 603 maglev 443 hagyományos    |
| Hollandia                      | 120                          | 190                                       | 350                           |
| Norvégia                       | 60                           | 210                                       | 260                           |
| Portugália                     | 314                          | 220                                       | 275                           |
| Dél-Korea                      | 873                          | 305, 240                                  | 355                           |
| Spanyolország                  | 3100                         | 350, 300, 250                             | 404                           |
| Svédország                     | 0                            | 200                                       | 303                           |
| Tajvan                         | 345                          | 300, 240                                  | 315                           |
| Törökország                    | 447                          | 250                                       | 303                           |
| Egyesült Királyság             | 113                          | 300, 201                                  | 335                           |
| USA                            | 362                          | 241, 201                                  | 296                           |
| Svájc (Lötschberg-bázisalagút) | 35                           | 250                                       |                               |
| Marokkó                        | 200                          | 320                                       | 357                           |
| Oroszország                    | 650                          | 250                                       | 290                           |
| Szerbia                        | 75                           | 200                                       | 201,5                         |

## Átjárhatóság
A nagysebességű vasúti infrastruktúrát négy nagyobb csoportra bonthatjuk átjárhatóság szerint:

### Teljesen elkülönült pálya
A nagysebességű pályát csak a nagysebességű vonatok használják, a járműveket más, alacsonyabb sebességre kiépített pályákon nem közlekedtetik. A japán Sinkanszennél ezt a megoldást alkalmazzák, a nagysebességű vonal más vasúthálózatokhoz nem kapcsolódik.

### Nagysebességű vonatok normál pályán
A nagysebességű vonatok a városokon belül a hagyományos pályákat használják, így nem kell új állomásokat építeni a nagysebességű vonatoknak. További előnye, hogy a vonatok olyan városokat is bekapcsolnak a közlekedésbe, ahol nincs megfelelő pálya. Ilyen rendszer a francia TGV is.

### Normál vonatok nagysebességű pályán
A hagyományos vonatok használják a nagysebességű vonatok pályáit is.

### Mindkét irányba átjárható rendszer
A hagyományos vonatok használják a nagysebességű vonatok pályáit, a nagysebességű vonatok pedig a hagyományos pályákat. Németországban az Intercity Express pályáin közlekednek EuroCity és EuroNight vonatok is, a nagysebességű vonatok pedig hagyományos pályákon is haladnak.

## A nagysebességű vasutak sebességrekordjai
- 1963 – Japán – Sinkanszen – 256 km/h
- 1967 – Franciaország – TGV – 318 km/h (gázturbina-típus)
- 1968 – Nyugat-Németország – 200 km/h
- 1972 – Japán – Sinkanszen – 286 km/h
- 1974 – Nyugat-Németország – 01 – 230 km/h
- 1974 – Franciaország – Aérotrain – 430,2 km/h (nagy gyorsaságú egysínű vasút-vonat)
- 1975 – Nyugat-Németország – Comet – 401,3 km/h (gőzrakétameghajtás)
- 1978 – Japán – hsst 01 – 307,8 km/h (kiegészítő rakétameghajtás)
- 1978 – Japán – hsst 02 – 110 km/h
- 1978 – Olaszország – Pendolino – 250 km/h
- 1979 – Japán – Sinkanszen – 319 km/h
- 1979 – Japán – ML500 (ember nélküli) – 517 km/h
- 1981 – Franciaország – TGV – 380 km/h
- 1985 – Nyugat-Németország – ICE – 300 km/h
- 1987 – Japán – MLU001 (személyzettel ellátott) – 400,8 km/h
- 1988 – Nyugat-Németország – ICE – 406 km/h
- 1988 – Nyugat-Németország – TR-06 – 412,6 km/h
- 1989 – Nyugat-Németország TR-07 – 436 km/h
- 1990 – Franciaország – TGV – 515,3 km/h
- 1992 – Japán – Sinkanszen – 350 km/h
- 1993 – Japán – Sinkanszen – 425 km/h
- 1993 – Németország – TR-07 – 450 km/h
- 1994 – Japán – MLU002N – 431 km/h
- 1996 – Japán – Sinkanszen – 446 km/h
- 1997 – Japán – mlx 01 – 550 km/h
- 1999 – Japán – mlx 01 – 552 km/h
- 2003 – Németország – Transrapid 08 – 501 km/h
- 2003 – Japán – mlx 01 – 581 km/h
- 2004 – Dél-Korea – HSR-350X (KTX) – 350 km/h
- 2007 – Franciaország – TGV – 574,8 km/h

## Képgaléria

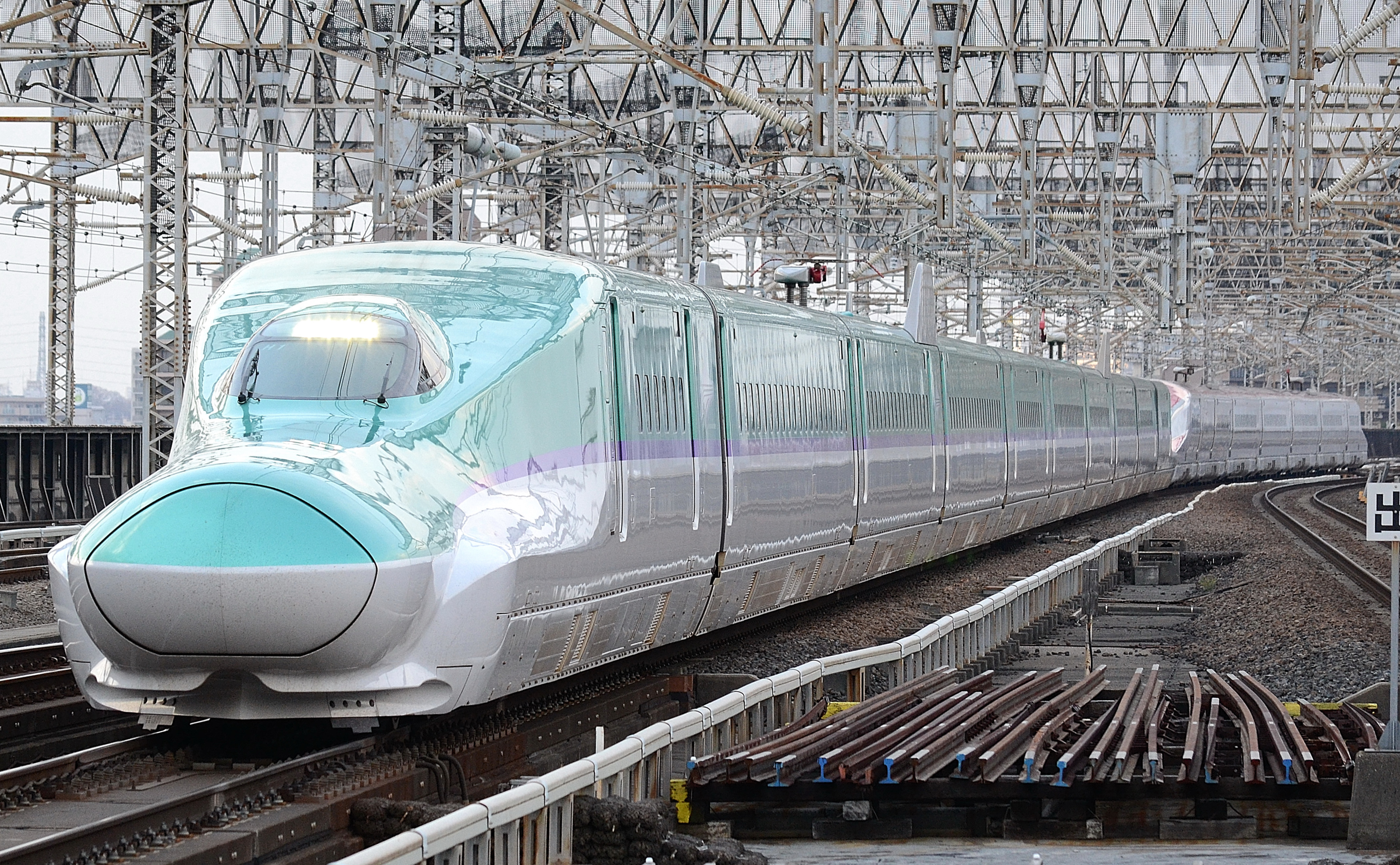
Sinkanszen H5 Japánban
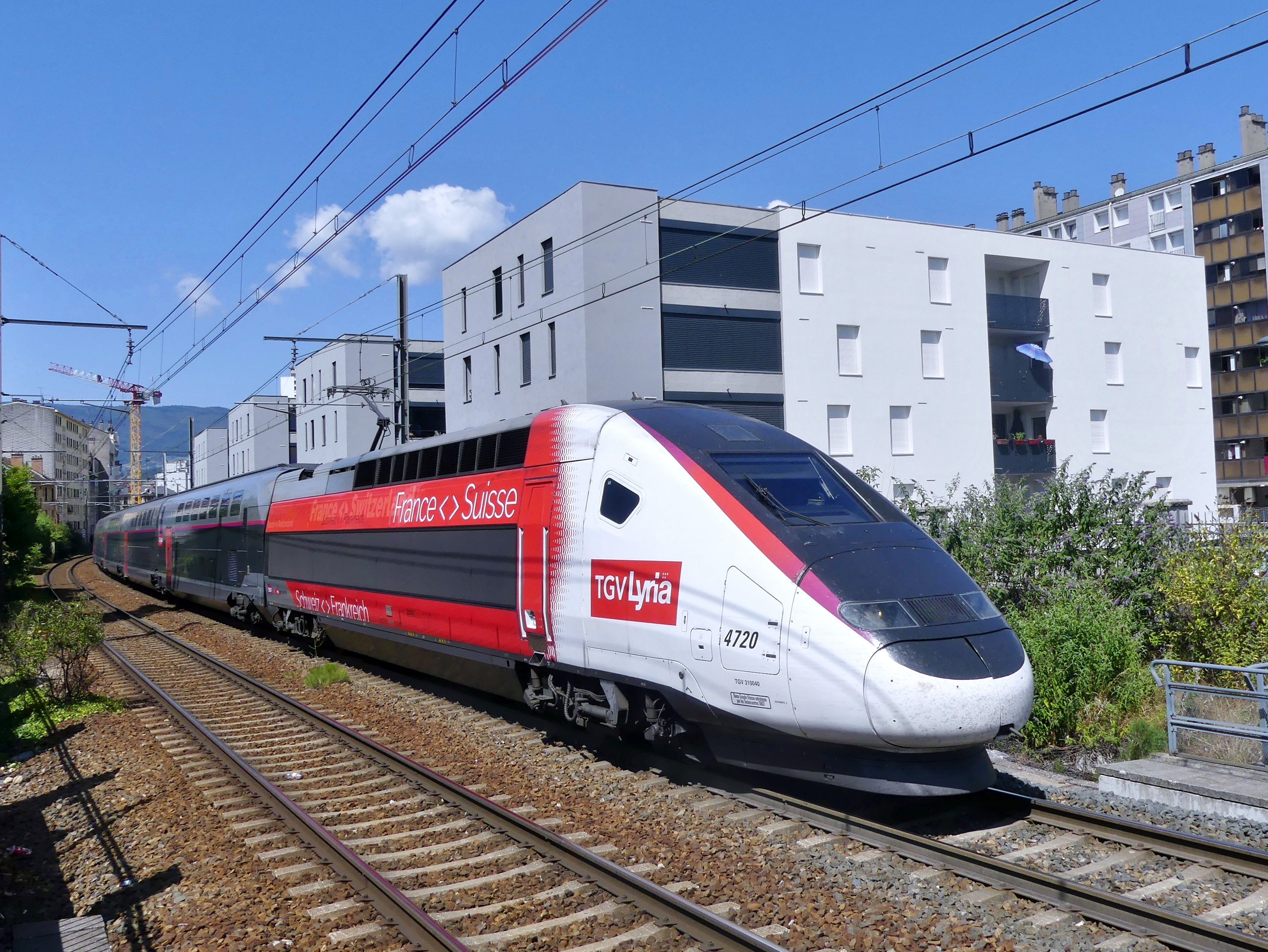
A francia TGV
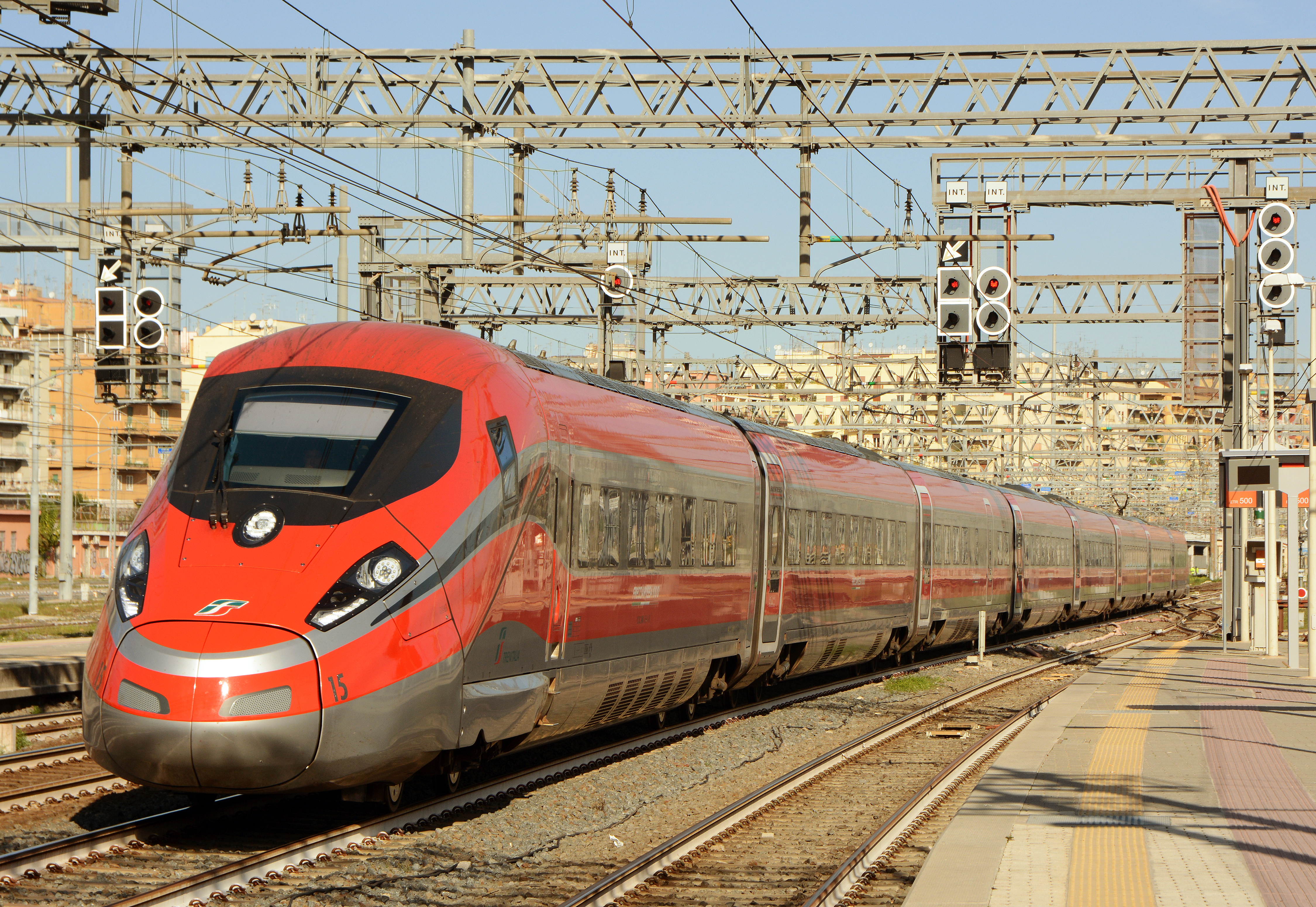
Az olasz ETR 1000
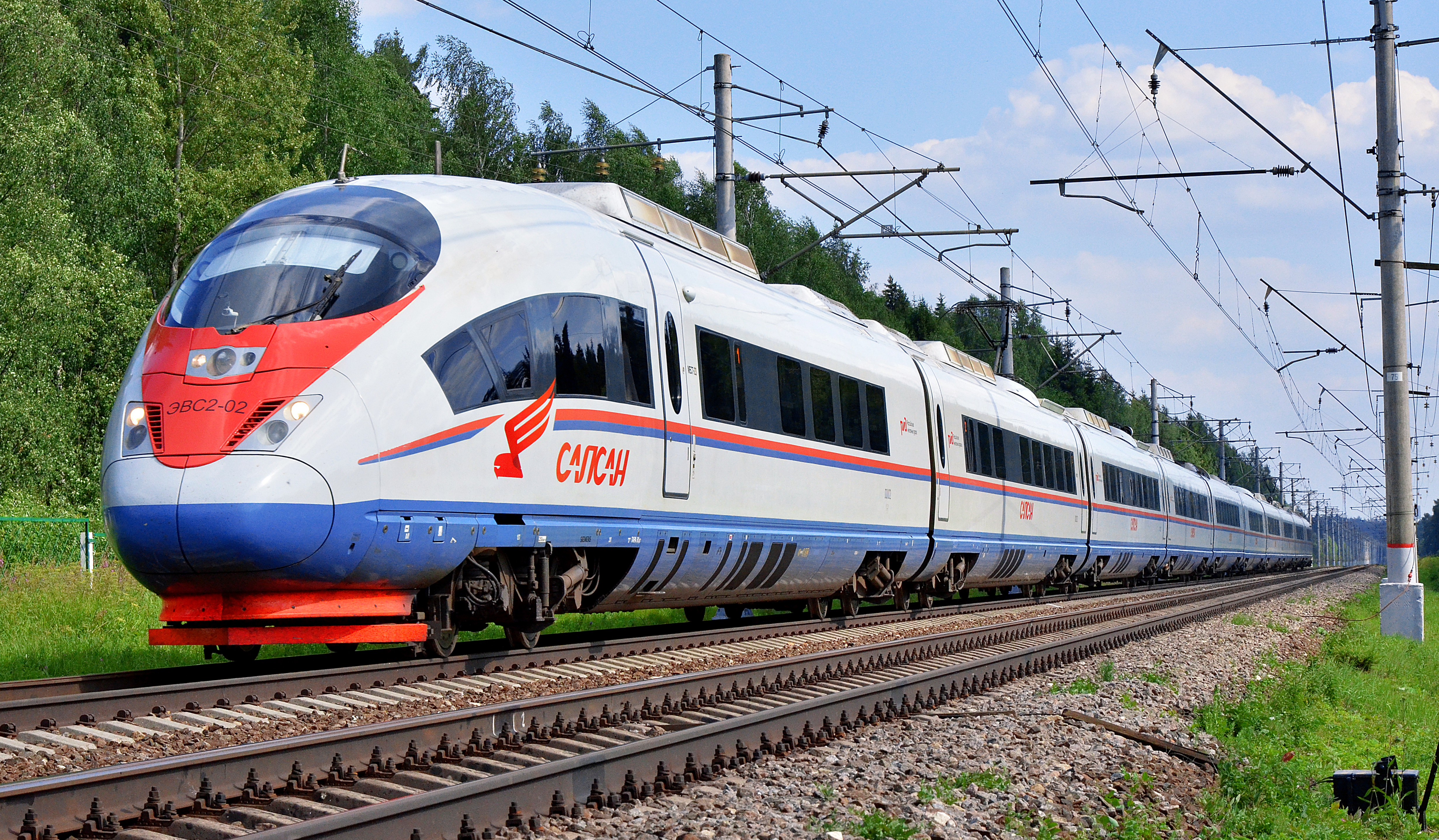
Az orosz Szapszan
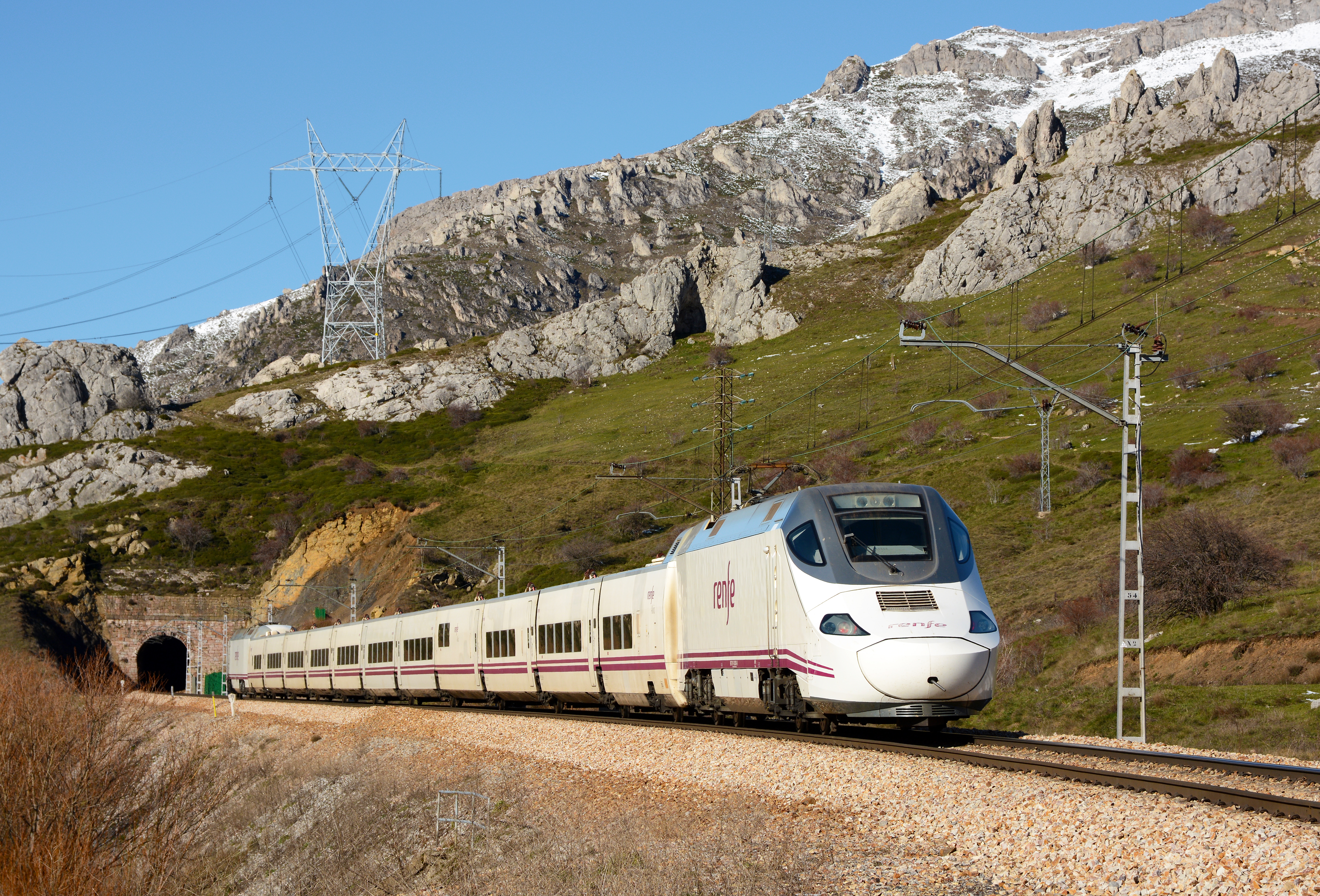
A spanyol AVE
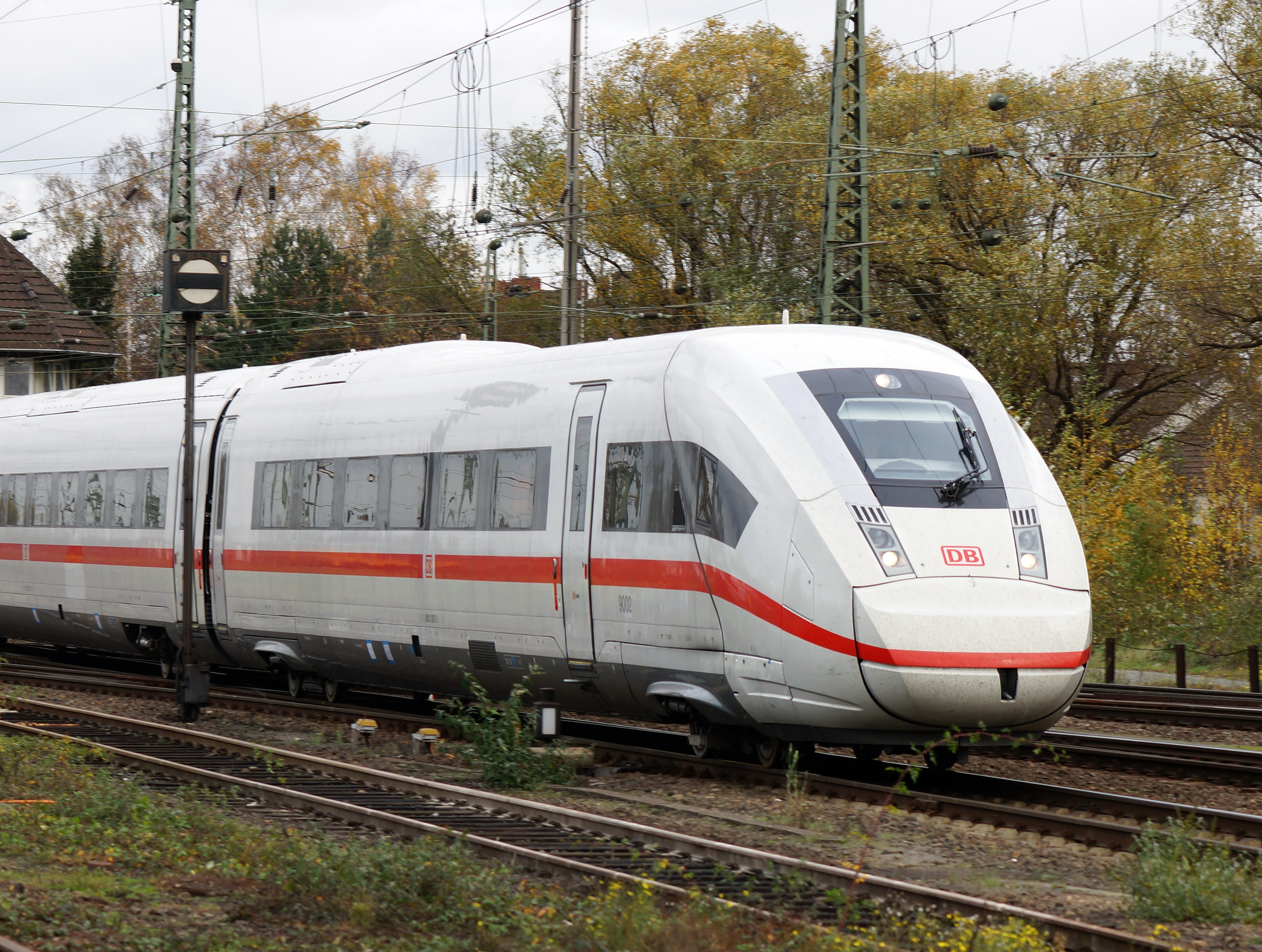
Egy ICE 4-szerelvény Németországban
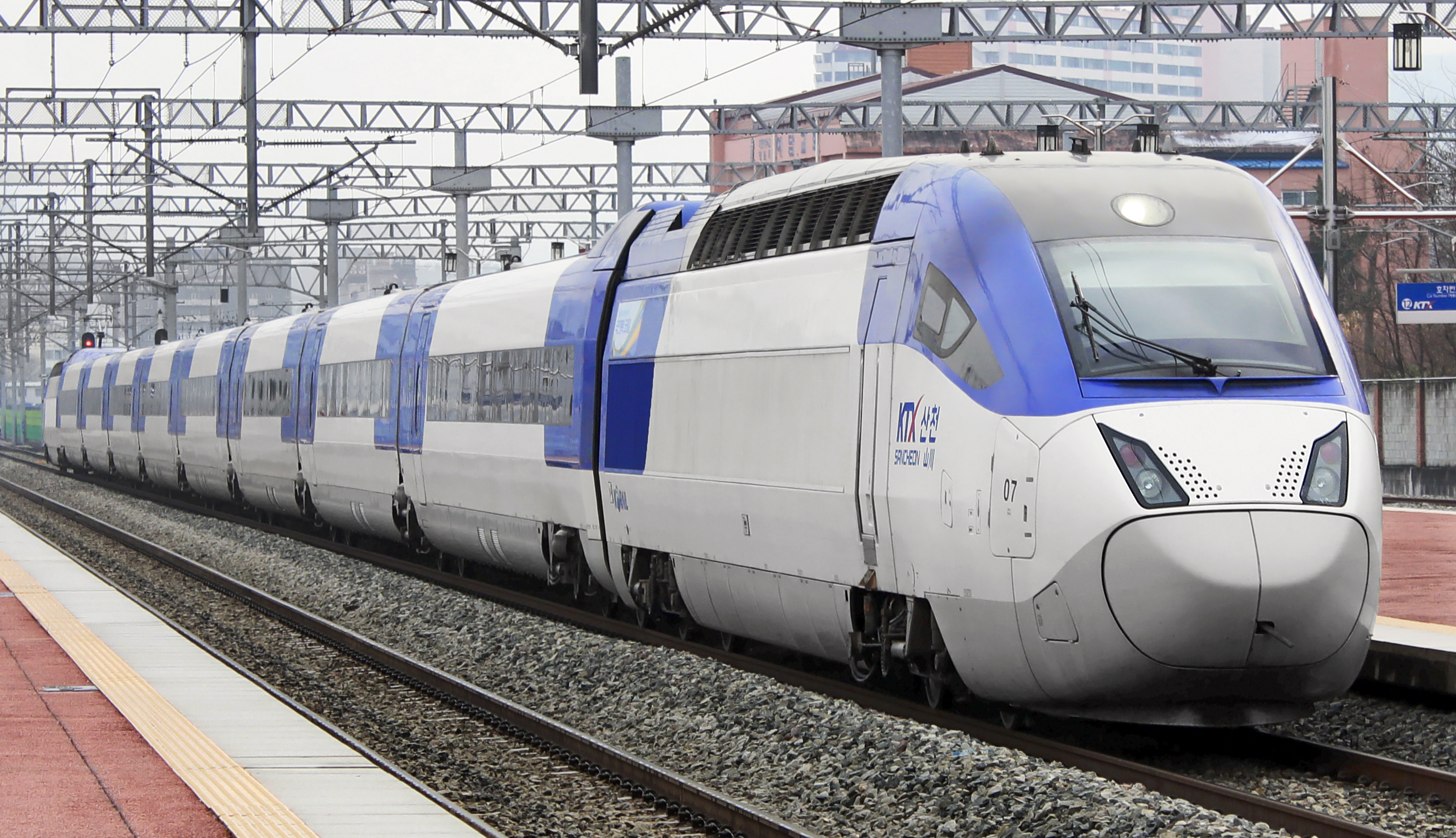
KTX
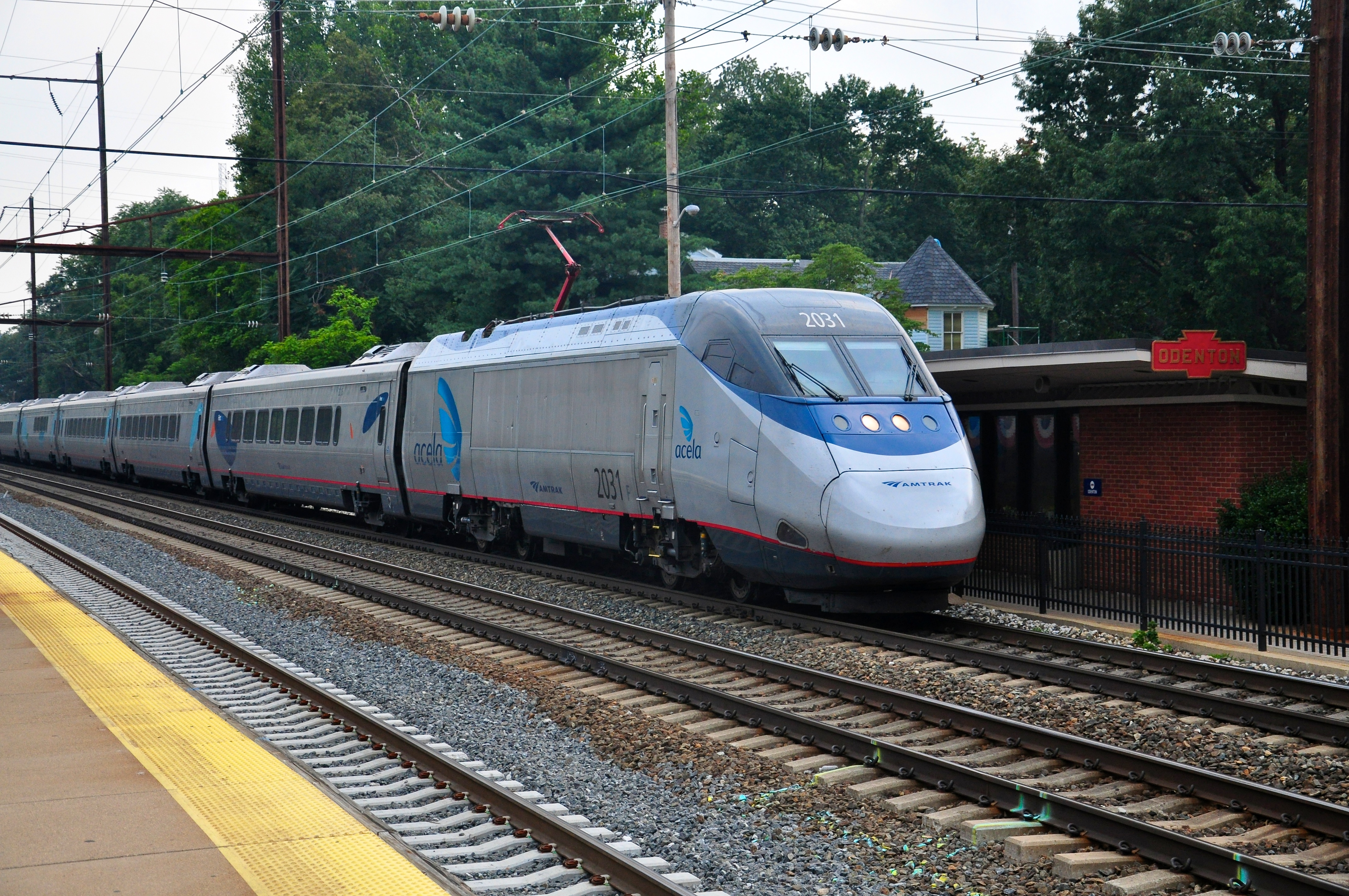
Az amerikai Acela Express
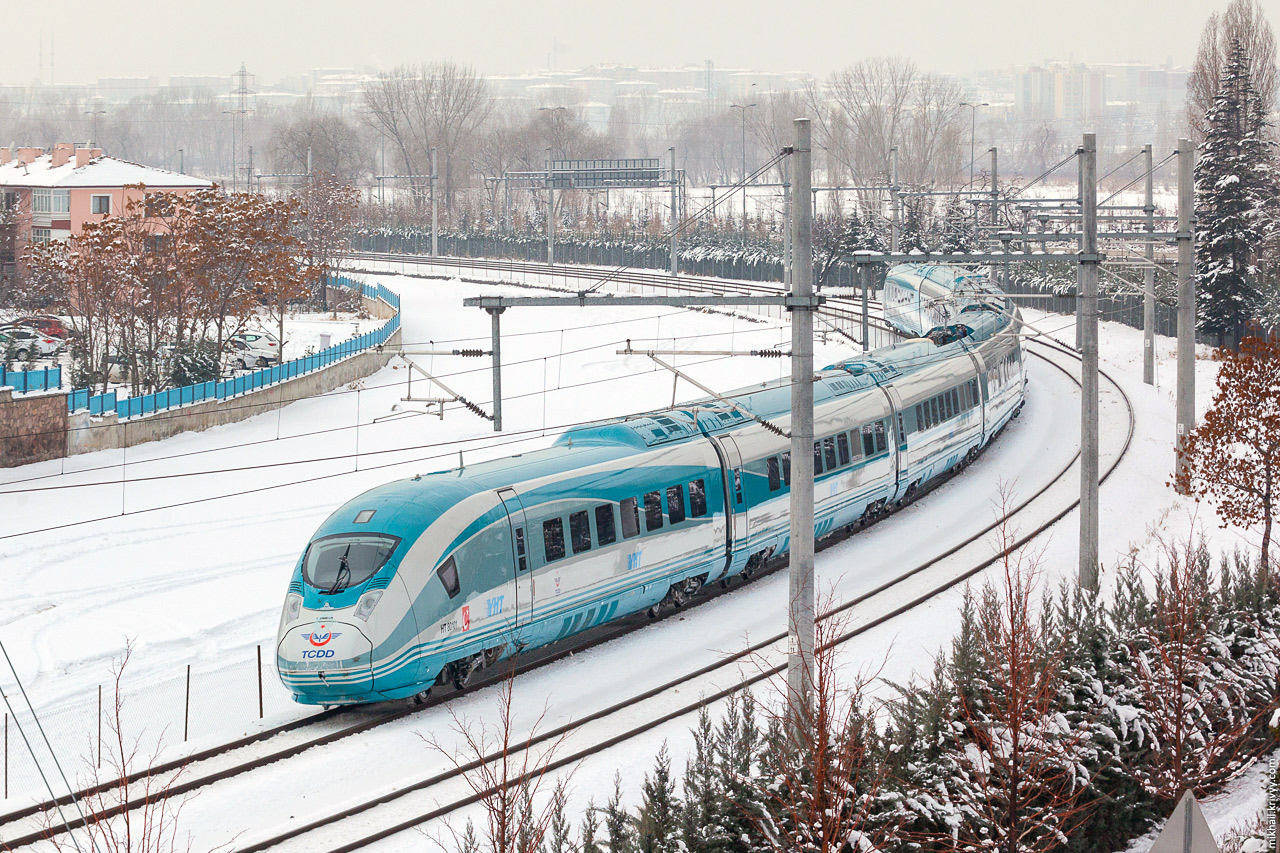
A török TCDD HT80000 sorozat
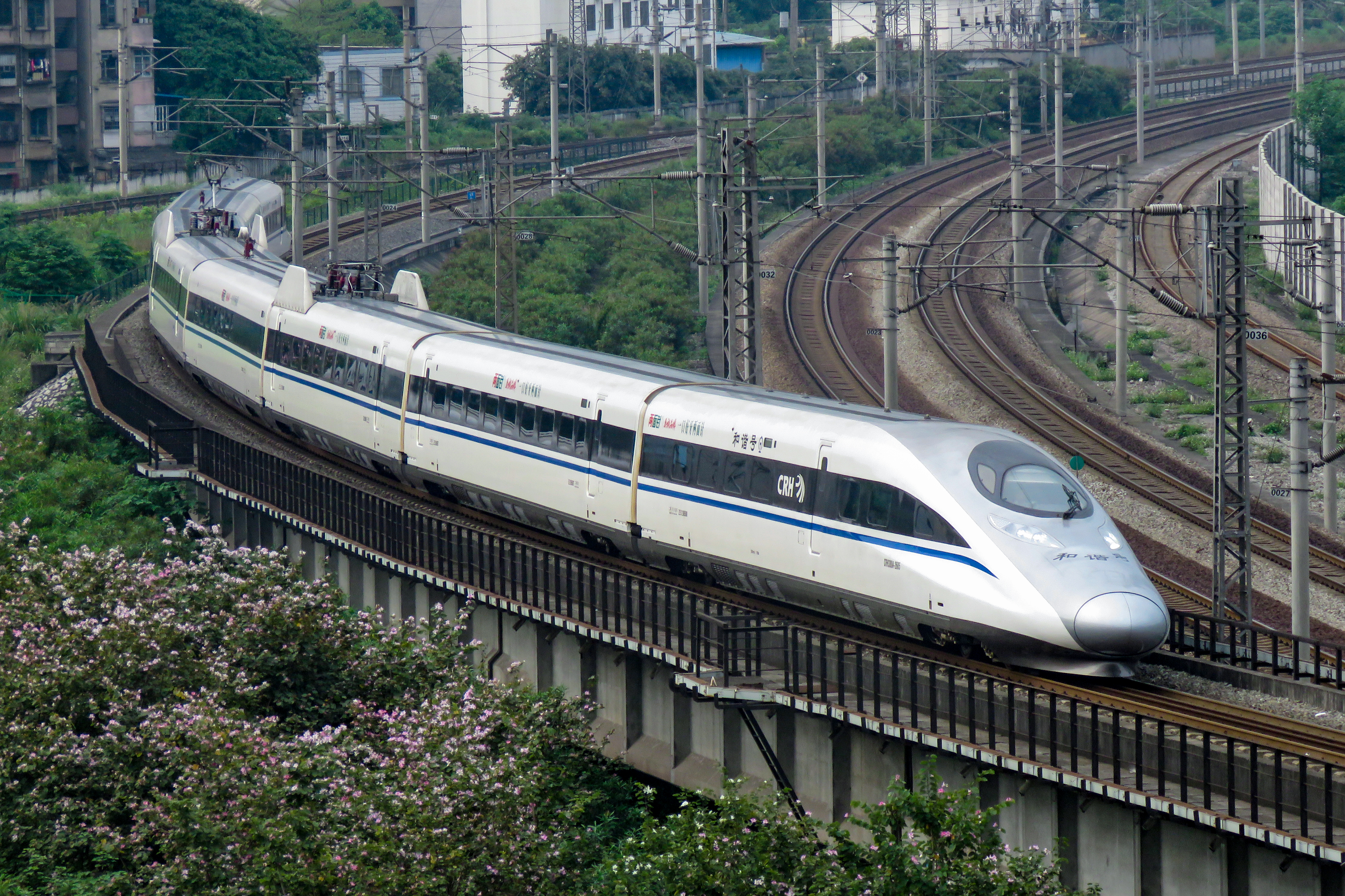
A kínai CRH380A